# Tarascon (Bouches-du-Rhône)
Pour les articles homonymes, voir Tarascon.
Tarascon-sur-Rhône redirige ici.
Tarascon ou Tarascon-sur-Rhône est une commune française située à l'extrémité ouest du département des Bouches-du-Rhône en région Provence-Alpes-Côte d'Azur.
La sainte patronne de la ville est sainte Marthe, sa devise est « Concordia Felix ».

## Géographie

Représentations cartographiques de la commune
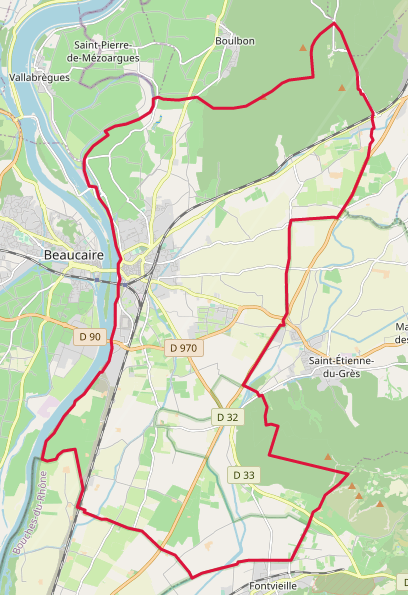
Carte OpenStreetMap.
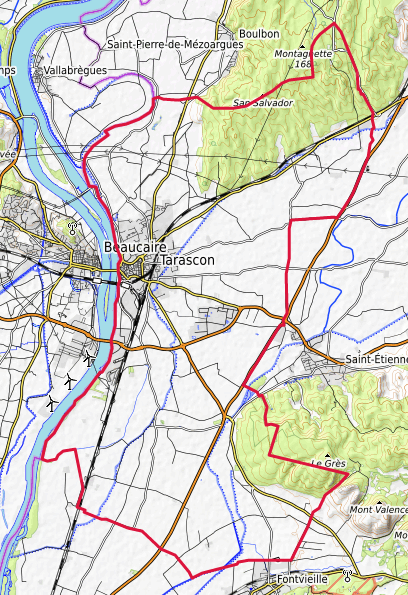
Carte topographique.

### Localisation
Tarascon est située près de la rive gauche du Rhône, limitrophe de la ville de Beaucaire dans le Gard, sur la rive droite, avec laquelle elle forme une agglomération d'environ 30 000 habitants. Il est à noter que la commune de Tarascon ne possède aucune rive sur le Rhône (carte ci-dessous), la rive gauche appartenant également à Beaucaire. Il est également à noter que les rives des fleuves et des rivières étant déterminées par leur sens d'écoulement, la rive gauche du fleuve se situe à sa droite sur la carte standard.
Tarascon, notamment sa partie sud-est, a été de tout temps un lieu de passage permettant de traverser le Rhône.

### Communes limitrophes
Les communes limitrophes sont Arles, Barbentane, Boulbon, Fontvieille, Graveson, Saint-Pierre-de-Mézoargues, Saint-Étienne-du-Grès, Beaucaire et Vallabrègues.

### Géologie et relief
Tarascon se situe en zone de sismicité 3 (sismicité modérée).

### Hydrographie

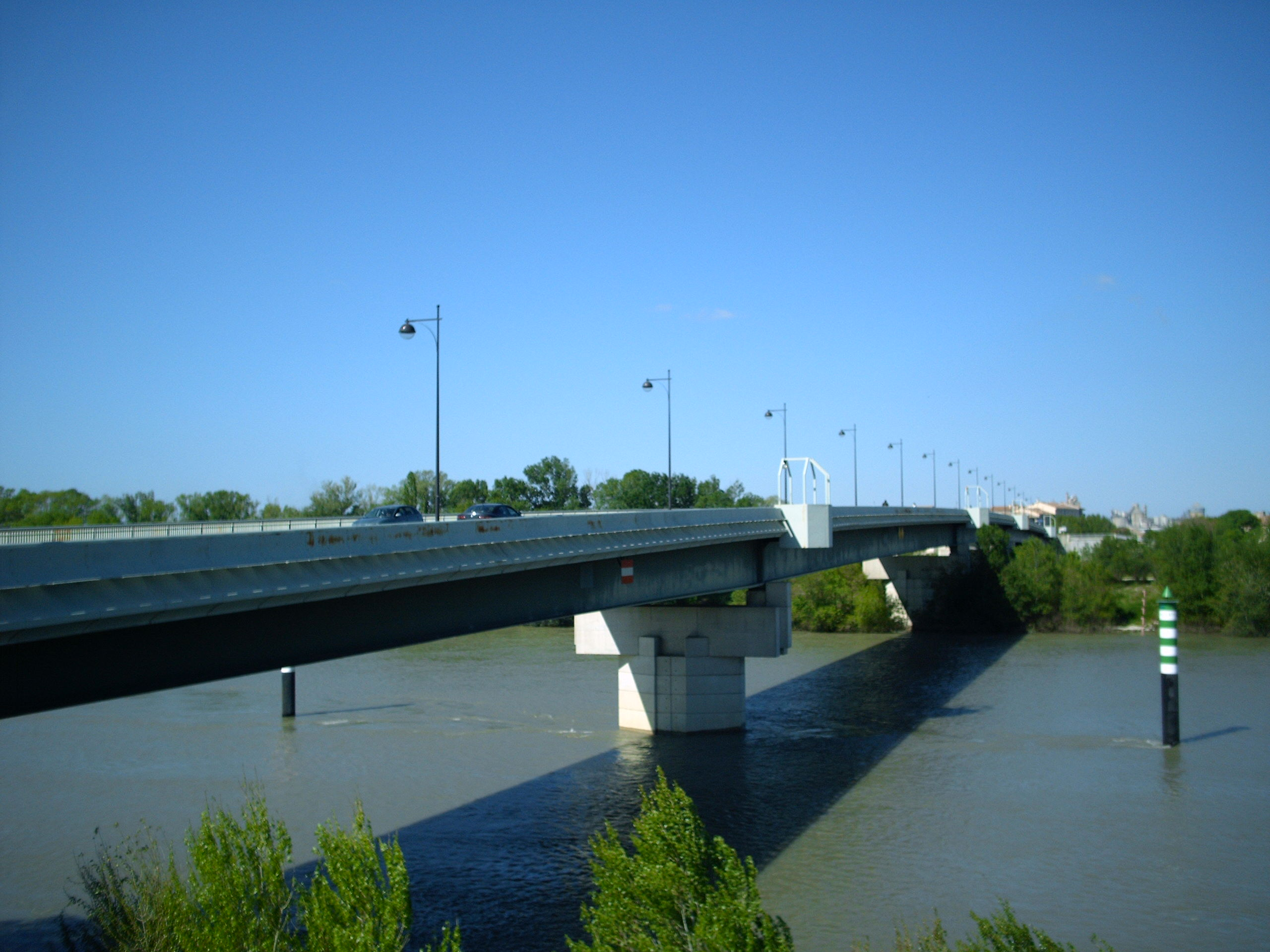
Pont sur le Rhône entre Beaucaire et Tarascon.

Tarascon est traversée par plusieurs rivières :
- Gaudre d'Auge ;
- Gaudre de Boulbon ;
- La Laune ;
- Ravin de Millet.

### Climat
Pour des articles plus généraux, voir Climat de Provence-Alpes-Côte d'Azur et Climat des Bouches-du-Rhône.
En 2010, le climat de la commune est classé comme étant de type climat méditerranéen franc, selon une étude du Centre national de la recherche scientifique s'appuyant sur la grande série de données couvrant la période 1971-2000. En 2020, dans la typologie des climats de la France métropolitaine publiée par Météo-France, la commune est décrite comme relevant du climat méditerranéen et est située dans la région climatique Provence, Languedoc-Roussillon — caractérisée par sa pluviométrie faible en été, un très bon ensoleillement (2 600 h/an), un été chaud (21,5 °C), un air très sec en été et sec en toutes saisons, des vents forts (fréquence de 40 à 50 % de vents > 5 m/s), peu de brouillards.
Pour la période 1971-2000, la température annuelle moyenne est de 14,4 °C, avec une amplitude thermique annuelle de 17,5 °C. Le cumul annuel moyen des précipitations est de 656 mm, avec 5,7 jours de précipitations en janvier et 2,4 jours en juillet. Pour la période 1991-2020, la température moyenne annuelle observée à la station météorologique installée sur la commune est de 15,4 °C et le cumul annuel moyen de précipitations est de 643,8 mm, marquant une légère baisse par rapport à la précédente période.
La température maximale relevée sur cette station est de 43 °C, atteinte le 28 juin 2019 ; la température minimale est de −7,7 °C, atteinte le 4 janvier 1993,,.
| Mois                                  | jan.            | fév.          | mars            | avril         | mai           | juin           | jui.          | août            | sep.           | oct.          | nov.            | déc.            | année     |
| ------------------------------------- | --------------- | ------------- | --------------- | ------------- | ------------- | -------------- | ------------- | --------------- | -------------- | ------------- | --------------- | --------------- | --------- |
| Température minimale moyenne (°C)     | 3,4             | 3,5           | 6,2             | 8,6           | 12,3          | 16             | 18,5          | 18,2            | 14,6           | 11,5          | 7               | 4               | 10,3      |
| Température moyenne (°C)              | 7,1             | 8             | 11,4            | 14            | 18            | 22,1           | 24,8          | 24,5            | 20,2           | 16,1          | 10,9            | 7,6             | 15,4      |
| Température maximale moyenne (°C)     | 10,9            | 12,4          | 16,5            | 19,4          | 23,7          | 28,2           | 31,2          | 30,8            | 25,8           | 20,7          | 14,8            | 11,3            | 20,5      |
| Record de froid (°C) date du record   | −7,7 04.01.1993 | −6,8 04.02.12 | −6,2 02.03.05   | −0,7 08.04.21 | 4,4 01.05.04  | 8,3 21.06.1992 | 10,5 11.07.07 | 10,7 30.08.1993 | 5,7 28.09.1993 | 0,5 30.10.12  | −4,7 23.11.1998 | −7,5 29.12.1996 | −7,7 1993 |
| Record de chaleur (°C) date du record | 21,1 19.01.07   | 23,6 24.02.20 | 27,3 24.03.1994 | 30,7 09.04.11 | 35,5 31.05.01 | 43 28.06.19    | 38,9 10.07.23 | 40,5 20.08.23   | 35,1 03.09.16  | 31,4 08.10.23 | 25 01.11.22     | 20,4 29.12.21   | 43 2019   |
| Précipitations (mm)                   | 51,3            | 33            | 36,8            | 63,2          | 46,9          | 31,2           | 28,4          | 31,9            | 96,4           | 89,1          | 92,5            | 43,1            | 643,8     |

| Diagramme climatique                                  |           |             |             |              |            |              |              |              |              |           |           |
| J                                                     | F         | M           | A           | M            | J          | J            | A            | S            | O            | N         | D         |
| 10,93,451,3                                           | 12,43,533 | 16,56,236,8 | 19,48,663,2 | 23,712,346,9 | 28,21631,2 | 31,218,528,4 | 30,818,231,9 | 25,814,696,4 | 20,711,589,1 | 14,8792,5 | 11,3443,1 |
| Moyennes : • Temp. maxi et mini °C • Précipitation mm |           |             |             |              |            |              |              |              |              |           |           |

Les paramètres climatiques de la commune ont été estimés pour le milieu du siècle (2041-2070) selon différents scénarios d'émission de gaz à effet de serre à partir des nouvelles projections climatiques de référence DRIAS-2020. Ils sont consultables sur un site dédié publié par Météo-France en novembre 2022.

#### Le mistral
Le mistral y souffle violemment du nord ou du nord-ouest, particulièrement en hiver et au printemps. Le mistral souffle fortement 100 jours par an en moyenne et faiblement 83 jours, ce qui ne laisse que 182 jours sans vent par an.
On distingue deux types de mistral : le « mistral blanc », qui dégage le ciel en totalité et accentue la luminosité, et le « mistral noir », plus rare, qui est accompagné de pluie.

#### Données météorologiques
La station météorologique de Météo-France installée sur la commune et mise en service en 1989 permet de connaître en continu l'évolution des indicateurs météorologiques. Le tableau détaillé pour la période 1981-2010 est présenté ci-après.
| Mois                                  | jan.            | fév.          | mars            | avril         | mai           | juin           | jui.          | août            | sep.           | oct.         | nov.            | déc.            | année     |
| ------------------------------------- | --------------- | ------------- | --------------- | ------------- | ------------- | -------------- | ------------- | --------------- | -------------- | ------------ | --------------- | --------------- | --------- |
| Température minimale moyenne (°C)     | 2,9             | 3,3           | 6,1             | 8,3           | 12,2          | 15,8           | 18,2          | 18,1            | 14,2           | 11,3         | 6,6             | 3,6             | 10,1      |
| Température moyenne (°C)              | 6,8             | 7,9           | 11,3            | 13,8          | 18            | 22             | 24,7          | 24,4            | 19,8           | 15,9         | 10,5            | 7,1             | 15,2      |
| Température maximale moyenne (°C)     | 10,7            | 12,4          | 16,4            | 19,2          | 23,8          | 28,1           | 31,1          | 30,8            | 25,3           | 20,5         | 14,4            | 10,7            | 20,3      |
| Record de froid (°C) date du record   | −7,7 04.01.1993 | −6,8 04.02.12 | −6,2 02.03.05   | −0,7 08.04.21 | 4,4 01.05.04  | 8,3 21.06.1992 | 10,5 11.07.07 | 10,7 30.08.1993 | 5,7 28.09.1993 | 0,5 30.10.12 | −4,7 23.11.1998 | −7,5 29.12.1996 | −7,7 1993 |
| Record de chaleur (°C) date du record | 21,1 19.01.07   | 23,6 24.02.20 | 27,3 24.03.1994 | 30,7 09.04.11 | 35,5 31.05.01 | 43 28.06.19    | 38,3 23.07.03 | 40,4 01.08.20   | 35,1 03.09.16  | 31 03.10.11  | 23,3 15.11.15   | 20,4 29.12.21   | 43 2019   |
| Précipitations (mm)                   | 53,8            | 33,4          | 33              | 60,1          | 49,7          | 29,8           | 26,4          | 30,4            | 115,9          | 92           | 73              | 48,4            | 645,9     |

## Urbanisme

### Typologie
Au 1er janvier 2024, Tarascon est catégorisée centre urbain intermédiaire, selon la nouvelle grille communale de densité à 7 niveaux définie par l'Insee en 2022.
Elle appartient à l'unité urbaine de Beaucaire, une agglomération inter-régionale dont elle est une commune de la banlieue,. Par ailleurs la commune fait partie de l'aire d'attraction de Beaucaire, dont elle est une commune du pôle principal,. Cette aire, qui regroupe 5 communes, est catégorisée dans les aires de moins de 50 000 habitants,.

### Occupation des sols

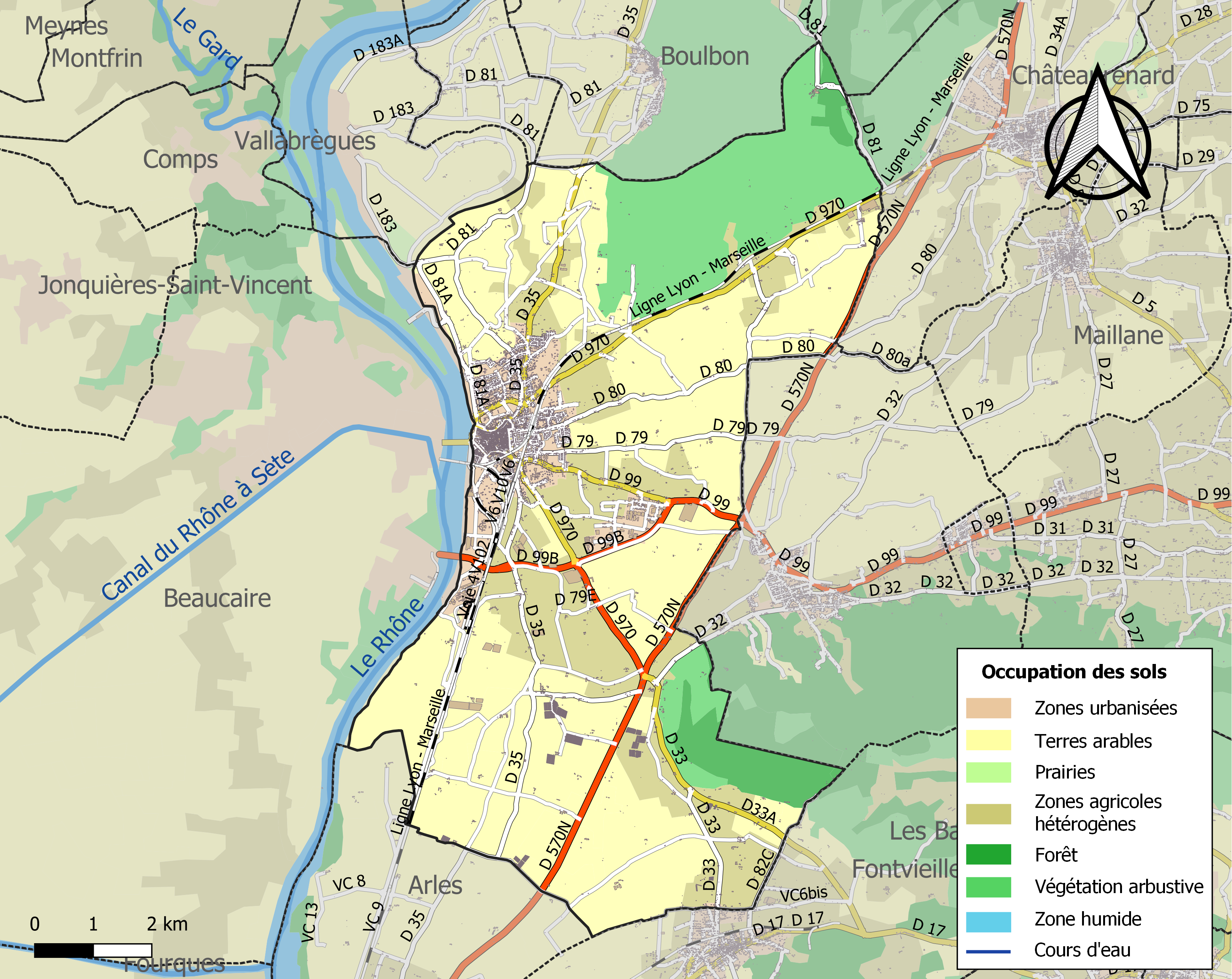
Carte des infrastructures et de l'occupation des sols de la commune en 2018 (CLC).

Le tableau ci-dessous présente l'occupation des sols détaillée de la commune en 2018, telle qu'elle ressort de la base de données européenne d’occupation biophysique des sols Corine Land Cover (CLC).
| Type d’occupation                                              | Pourcentage | Superficie (en hectares) |
| -------------------------------------------------------------- | ----------- | ------------------------ |
| Tissu urbain continu                                           | 0,4 %       | 29                       |
| Tissu urbain discontinu                                        | 5,1 %       | 378                      |
| Zones industrielles ou commerciales et installations publiques | 2,9 %       | 212                      |
| Terres arables hors périmètres d'irrigation                    | 35,9 %      | 2665                     |
| Vignobles                                                      | 6,9 %       | 516                      |
| Vergers et petits fruits                                       | 8,3 %       | 614                      |
| Oliveraies                                                     | 1,2 %       | 90                       |
| Systèmes culturaux et parcellaires complexes                   | 21,3 %      | 1586                     |
| Forêts de conifères                                            | 0,1 %       | 11                       |
| Forêts mélangées                                               | 3,5 %       | 263                      |
| Végétation sclérophylle                                        | 12,6 %      | 938                      |
| Forêt et végétation arbustive en mutation                      | 1,8 %       | 131                      |
| Source : Corine Land Cover                                     |             |                          |

Les terres arables occupent 35,9 %  de la surface communale, les zones agricoles hétérogènes 21,3 %, les cultures permanentes 16,4 %, les milieux à végétation arbustive et/ou herbacée 14,4  %, les zones urbanisées 5,5 %, les forêts 3,6 %, les zones industrielles ou commerciales et les réseaux de communication 2,9 %. L'occupation des sols montre la nette prédominance des territoires agricoles (73,6 %) sur les forêts et milieux semi-naturels (18,0 %) et les territoires artificialisés (8,4 %).

### Voies de communication et transports
La ville possède une gare, créée dans les années 1840 et située sur l'actuelle ligne de Tarascon à Sète-Ville.
La disposition particulière de la gare de Tarascon provient de la jonction entre la ligne de Paris-Lyon à Marseille-Saint-Charles et les deux branches de la ligne de Tarascon à Sète-Ville (la branche sud permettant de desservir Arles et Marseille et la branche nord donnant accès à Avignon, Lyon ou Paris). Une voie directe en ligne droite permet aux trains directs d'éviter la traversée de la gare tandis qu'une déviation permet aux autres trains de la ligne Paris - Marseille de desservir la gare de Tarascon située dans le triangle formé par la voie déviée de la ligne Paris - Marseille et les deux branches de la ligne vers Sète.

## Toponymie
Tarascon se dit Tarascoun en provençal.

## Histoire
- Si vous ne connaissez pas le sujet, laissez ce bandeau (vous pouvez alors contacter les auteurs).
- Si vous supprimez le contenu mis en cause (vous pouvez préalablement contacter les auteurs),

argumentez précisément cette suppression dans la page de discussion
(un manque de référence n'est pas un argument ; une recherche réelle de référence doit avoir été effectuée, être formellement documentée).

### Préhistoire et Protohistoire
Des tessons du Bronze final ont été trouvés dans un abri au lieu-dit de la Lèque, attestant d'un peuplement des Alpilles dès la Préhistoire. Au premier âge du fer, si les habitats préhistoriques des Alpilles continuent d'être habités pour la plupart, de nouveaux sites en hauteur, mais aussi en piémont, voire en plaine commencent à être colonisés. À Tarascon, on s'installe en bordure du Rhône, près de l'église Sainte-Marthe.
Lors de la seconde partie du premier âge du fer (VIIe – VIe siècles av. J.-C.), la population, jusqu'alors essentiellement nomade, se sédentarise et se met à construire en dur. Le castrum se structure à la manière d'un village avec ses rues et ses maisons adossées. Le processus d'installation permanente est à mettre en parallèle avec l'intensification des échanges économiques avec les commerçants méditerranéens. En échange de produits de luxe, les habitants des Alpilles produisent des céréales et passent d'un état d'autarcie à une véritable économie d'échange.

### Antiquité

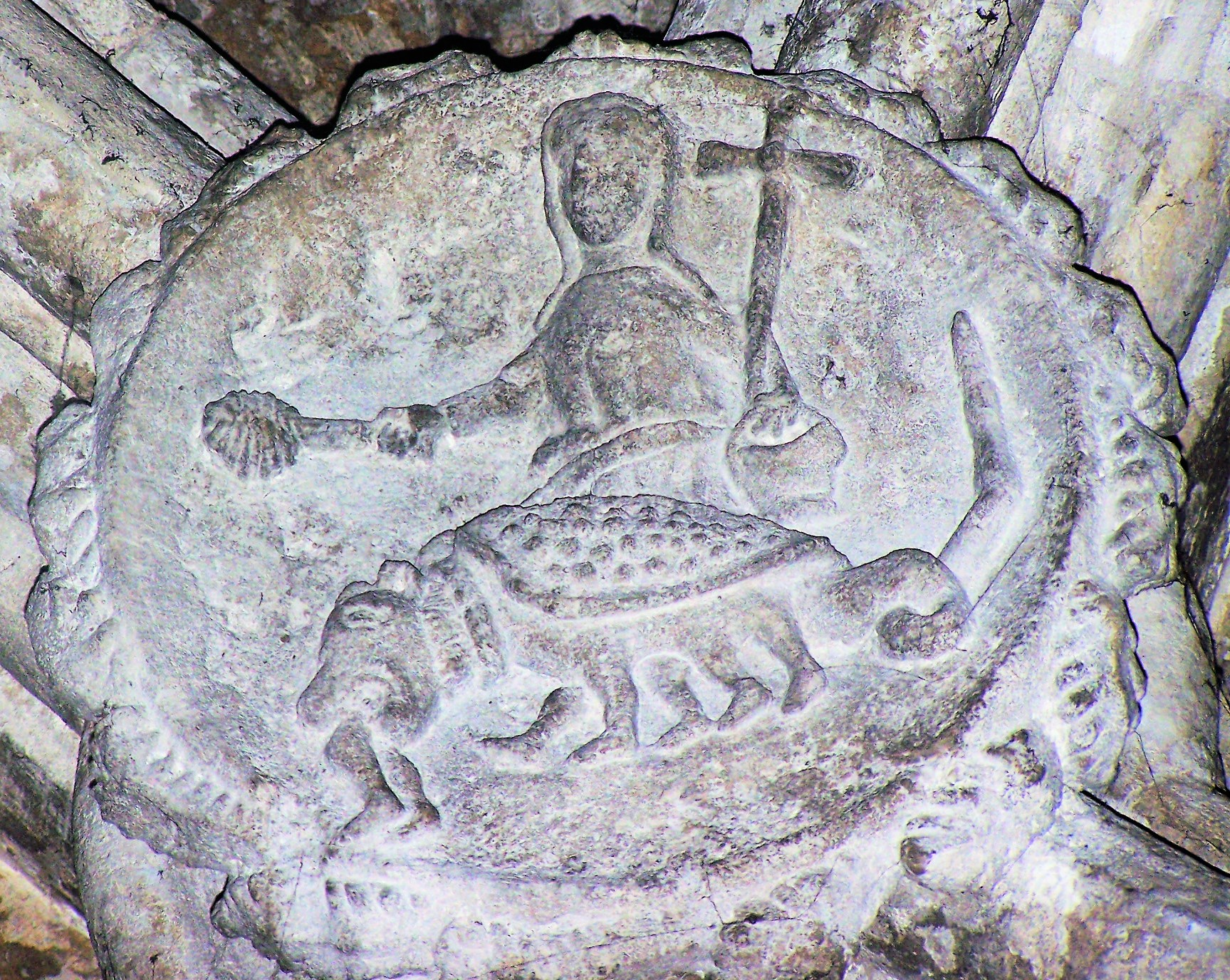
Clef de voûte dans la collégiale Ste Marthe. Pierre de réemploi.

L'itinéraire de l'Anonyme de Bordeaux passe dans la région et suggère un passage par ce site.
Située en bordure du Rhône, à la croisée des chemins entre Avignon, la Camargue et le Luberon, Tarascon est encore aujourd'hui associée aux contes et légendes remontant au début de notre ère. Selon la tradition, Marthe de Béthanie, venue de Judée, débarqua à Tarascon où sévissait alors la Tarasque, un terrible monstre amphibien. La sainte dompta courageusement et miraculeusement la bête. Depuis, de nombreux pèlerins visitent la collégiale royale Sainte-Marthe, construite en son honneur non loin du château du roi René. Ce sanctuaire, principal monument de la ville, renferme les reliques et le tombeau de sainte Marthe, dans la crypte qui fut bâtie sur l'emplacement exact de sa maison. La richesse artistique, architecturale et historique du lieu contribue à faire de la collégiale royale Sainte-Marthe une des plus belles églises de Provence.

### Moyen Âge

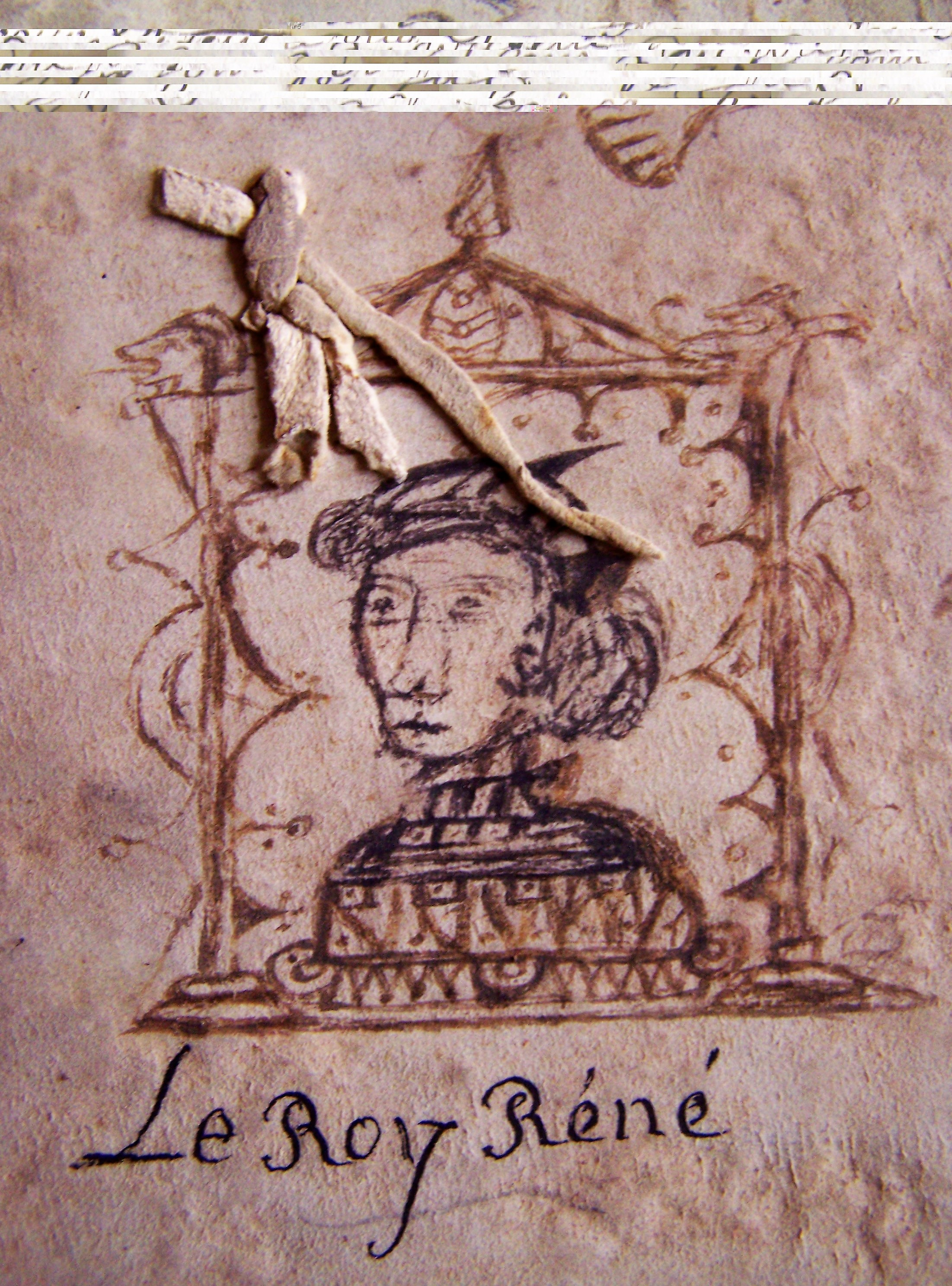
Dessin du roi René. Archives municipales de Tarascon.

Rostagnetus de Tharascone, chevalier, fut viguier de Nice, conseiller municipal de Tarascon (1322 ; 1325) et descendant des anciens coseigneurs de la ville au XIIe siècle.
En 1366-1367, Guillaume Roverie était châtelain de Tarascon. Il percevait un salaire annuel de 90 florins. En 1380, Guillaume de Sault était viguier-capitaine-châtelain de Tarascon. Gardien de sa forteresse, il était payé 100 florins d'or par année. Le 15 novembre 1385, il reçut de Marie de Blois don de la pension annuelle, confisquée au rebelle Imbert de Alamanono, en échange d'une partie des 1 000 florins d'or que la cour lui devait pour ses gages et les gens d'armes qu'il utilisa pendant la guerre. La mort de la reine Jeanne Ire ouvre une crise de succession à la tête du comté de Provence, les villes de l’Union d'Aix (1382-1387) soutenant Charles de Duras contre Louis Ier d'Anjou. Tarascon hésite avant d’adhérer à l’Union d’Aix, la communauté se décidant en 1383, sans s’engager très fermement. Lorsque Louis Ier meurt, Tarascon est d’ailleurs une des premières villes à recevoir Jacques de Reillanne, ambassadeur de sa veuve Marie de Blois, régente de Louis II d'Anjou, à l’été 1385. Cependant, elle avait prêté hommage à Charles de Duras en avril représenté par Raymond Savini, ancien évêque d'Apt. Les Tarasconnais favorables à la dynastie angevine sont exilés en 1385 et 1386. Finalement, la ville promet de se rallier le 11 septembre 1387, avant de prêter hommage le 10 décembre. De son côté, le châtelain de Tarascon, Carle Albe, soutenait le parti angevin dès le printemps 1382, ce soutien étant conditionné à la participation du duc à l’expédition de secours à la reine.
Le château est bien conservé. Les travaux de sa construction débutent en 1400 sous Louis II d'Anjou et sont achevés en 1449 par son fils, le roi René, sous la conduite de Guillaume Crespin, capitaine du château, et de son lieutenant, Regnault de Serocourt, son proche parent. Doté d'un impressionnant système défensif, l'édifice abrite également une résidence princière.

### Période moderne
Par lettres patentes, le roi Louis XI ordonna la fondation d'une collégiale dans la ville de Tarascon en mai 1482.

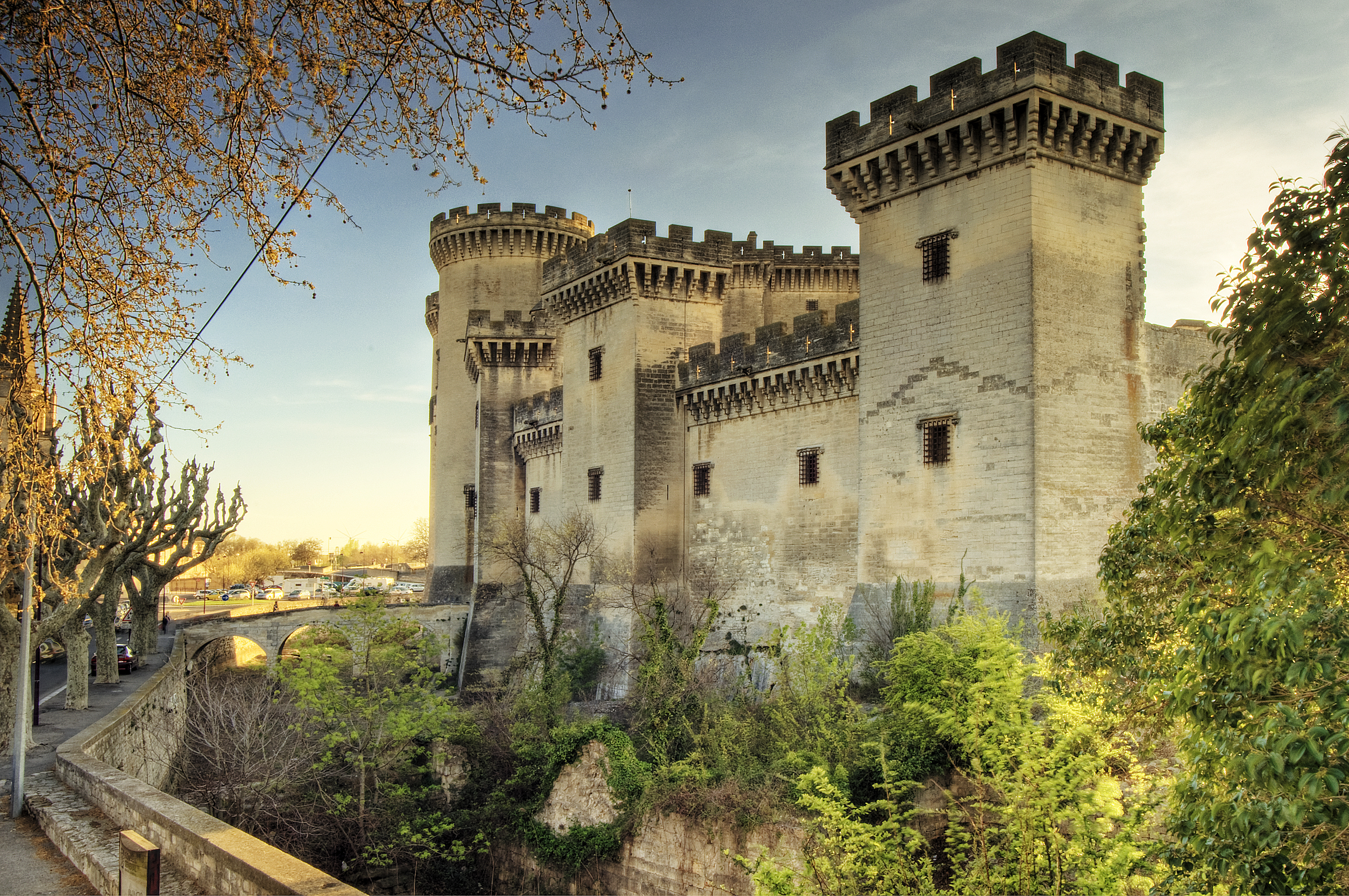
Château de Tarascon, dit château du roi René.

Le château a été utilisé comme prison dès le XVIe siècle ce dont témoignent de nombreux graffitis laissés par les prisonniers y compris dans les salles d’apparats et les communs. Les graffitis laissés par des marins d'origine espagnols ou britanniques sont des témoignages des guerres des XVIIe et XVIIIe siècles.
Pendant la Révolution française, le château sert à emprisonner les opposants à la démocratie en attendant d'être guillotinés. Après la chute de Robespierre, des partisans de la Convention montagnarde y sont emprisonnés. Le 6 prairial an III (25 mai 1795), une centaine d'hommes masqués pénètre dans la prison et précipite les prisonniers jacobins dans le Rhône du haut des fenêtres. Le 21 vendémiaire an IV (13 octobre 1795) un décret d'amnistie générale est pris « pour les faits proprement relatifs à la Révolution ». En 1797 ce sont des royalistes qui sont à nouveau jetés en prison, puis massacrés par une bande de républicains.
Tarascon fut également chef-lieu du district de Tarascon et sous-préfecture jusqu'en 1816.
La ville inspira d'autres contes, en particulier celui de Tartarin de Tarascon, illustre personnage né sous la plume d'Alphonse Daudet en 1872. Une maison, située dans le centre-ville, lui est dédiée. Une statue de Tartarin de Tarascon, en bronze, a été inaugurée en novembre 2013, réalisée par l’artiste Christiane Chamand-Debenest et fondue par Joël Desmet.

### Période contemporaine
À Tarascon se trouve aussi le musée des tissus Souleïado, installé dans un hôtel du XIVe siècle dans le centre-ville. La manufacture Charles Demery continue à maintenir cette tradition ancestrale inspirée du folklore provençal.

### Le quartier Kilmaine

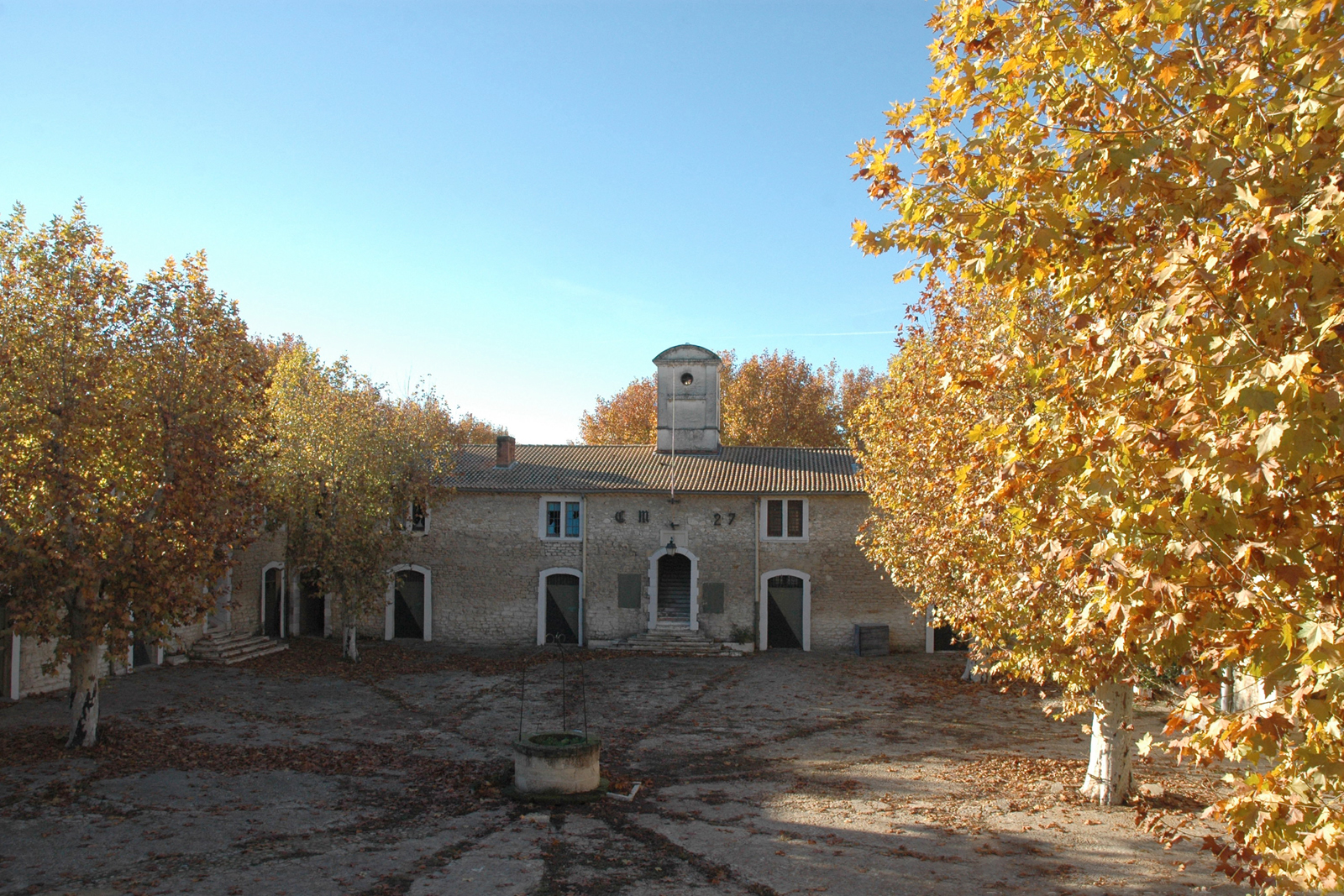
Cour du vieux quartier.

Au XVIIe siècle, les villes comme Tarascon qui se trouvaient sur le passage des troupes avaient pour obligation de loger et nourrir les régiments qui se déplaçaient. À la suite de requêtes réitérées sur plusieurs décennies, la ville reçoit, le 20 septembre 1695 de l’intendant de Provence l’autorisation de construire ces casernes. La construction ne commencera qu’en 1718 sur les plans de Desfour, architecte montpelliérain. Appliquant les préceptes de son maître Daviller qui construisait des casernes selon un modèle de bâtiments regroupés autour de trois cours spécialisées, il applique à Tarascon le même concept mais avec des variantes et des dimensions plus modestes.
La construction du quartier ancien commence par l'est et s’échelonne jusqu’en 1757. Le grand quartier autour d’une grande cour est réservé à la cavalerie, le petit quartier est divisé en deux cours, l’une pour l’infanterie, l’autre pour les magasins d’étape. Les bâtiments sont sur deux niveaux, flanqués aux angles de pavillons. Le rez-de-chaussée est constitué de pièces voûtées en berceau surbaissé, réservées aux écuries, l’étage étant réservé aux chambrées des soldats. L’administration occupe l’aile entre les deux quartiers. Des passages sont aménagés pour accéder aux différentes cours. Au XVIIIe siècle, ces bâtiments avaient la capacité d’héberger jusqu’à 1 275 hommes et 500 chevaux environ. Le quartier prend alors le nom de Kilmaine en hommage à Charles Édouard Saül Jennings de Kilmaine, général de la Révolution française et baron, né à Dublin en 1751 et mort en 1799.

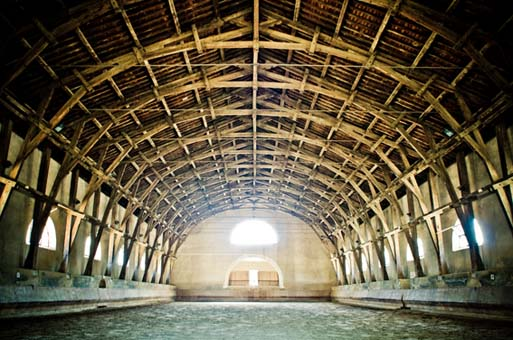
Le Grand Manége du Quartier Kilmaine.

C’est en 1846 qu’est prise la décision de construire le grand manège dans l’enceinte du quartier Kilmaine. Cet espace de 67 × 27 m est couvert d’une vaste charpente d’assemblage en bois de forme arrondie. Ses plans s’inspirent d’un manège construit à Pont-à-Mousson par le capitaine du Génie Desgrange. Pour créer un tel ouvrage, il est fait appel à des charpentiers de marine qui avaient l’habitude de construire des coques de bateaux. Il n’existe d’ailleurs plus que trois exemplaires en France : Saumur, Fontainebleau et Tarascon. De 1818 jusqu’au début du XXe siècle, le quartier fut occupé par les dragons, puis remplacé par le 11e régiment de hussards jusqu’en 1914.
Dès les années 1950, le quartier Kilmaine est occupé par le centre mobilisateur no 27 et le centre de sélection no 9. Le 30 juin 2006, il ferme définitivement ses portes, mettant fin à l’histoire militaire de Tarascon.
Se référant à un décret signé par Napoléon en date du 5 août 1810, la ville de Tarascon souhaite se réapproprier le quartier Kilmaine. Après de nombreuses péripéties administratives qui durent trois ans, un véritable projet de reconversion est mis en place : création de la cité du Cheval, extension du lycée Daudet, déplacement de la cité judiciaire, création de la maison des Associations et d’un pôle culturel, réalisation d’une résidence pour étudiants et d’une résidence « grand standing ».

## Politique et administration

### Administration municipale
La commune ayant plus de 3 500 habitants, l'élection municipale est un scrutin de liste à deux tours avec représentation proportionnelle : les candidats se présentent en listes complètes et de par sa taille, la commune dispose d'un conseil municipal de 33 membres (article L2121-2 du Code général des collectivités territoriales).

### Tendances politiques et résultats

#### Élection présidentielle de 2012
Tarascon se distingue par le score élevé de Marine Le Pen (qui arrive en tête du 1er tour avec 33,62 % des voix exprimées), qui situe la commune dans les 10 premières des Bouches-du-Rhône ; la commune ayant le plus voté Marine Le Pen dans le département est Saint-Victoret avec 36,14 %. La commune de Saint-Pierre-de-Mézoargues, limitrophe de Tarascon, arrive 2e des Bouches-du-Rhône, Tarascon et ses environs étant le 2e épicentre du vote Marine Le Pen dans les Bouches-du-Rhône, juste après Marignane et ses environs (dont Saint-Victoret est limitrophe).

### Liste des maires

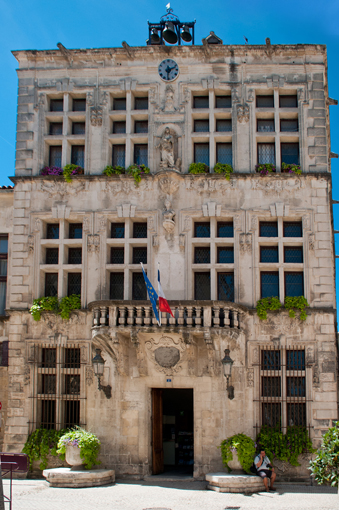
Hôtel de ville de Tarascon.

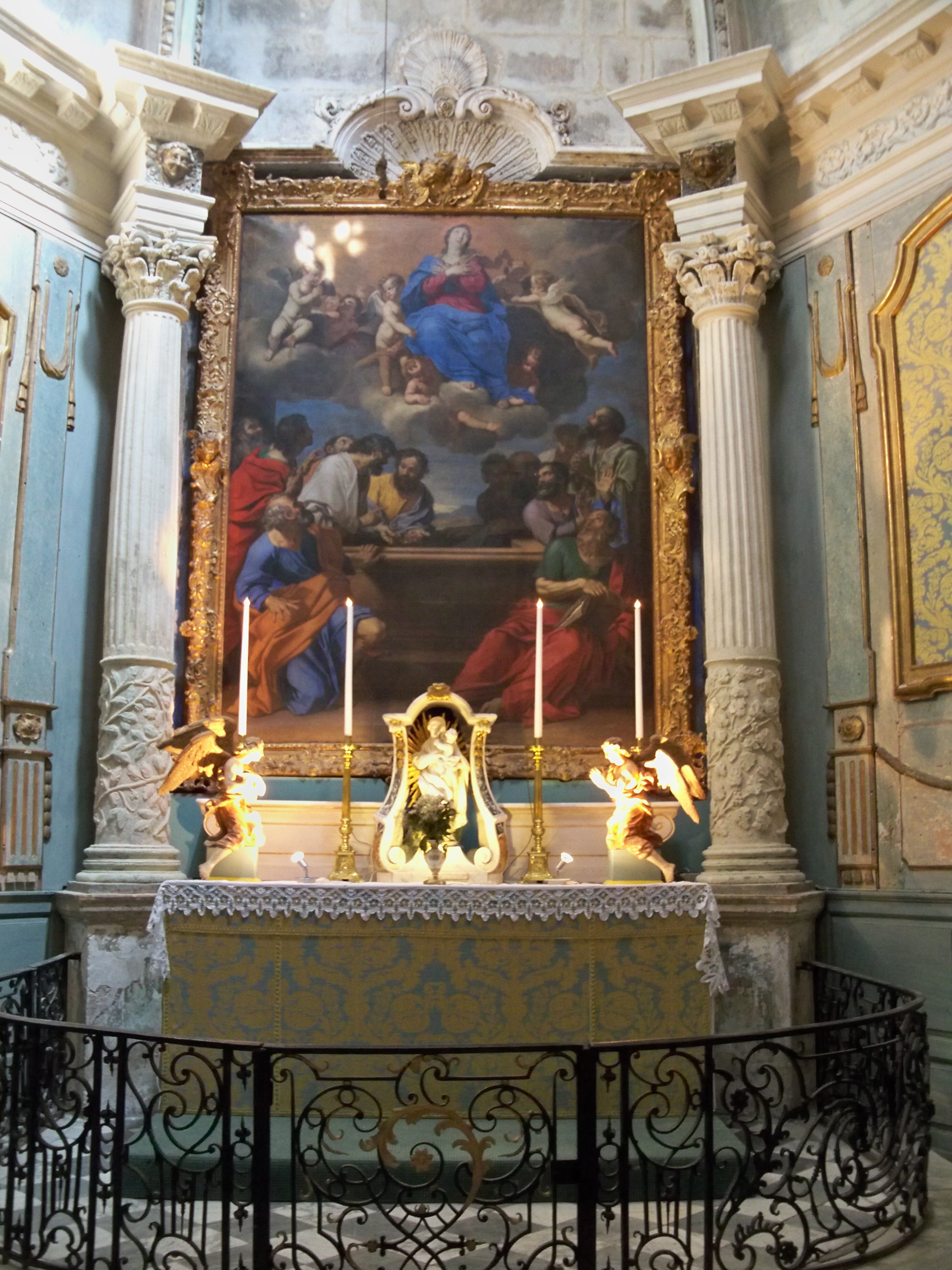
Collégiale royale Sainte-Marthe.

De 500 à 1790, Tarascon était gouvernée par ses seuls consuls depuis que Clovis décréta, après avoir obtenu une guérison qu'il était venu chercher auprès du tombeau de Sainte-Marthe, que la ville et son église ne devaient être soumises à aucune puissance laïque. Ce régime municipal sera longtemps conservé, les comtes de Provence n'y exerceront que la haute juridiction puisque la ville se gouvernera par ses propres lois et consuls. Privilèges qui seront confirmés par les rois Louis XI et Louis III, et par lettres patentes de Louis XII du 5 juillet 1506 et de Henri II de novembre 1553.
De 1789 à 1799, les agents municipaux (maires) sont élus au suffrage direct pour 2 ans et rééligibles, par les citoyens actifs de la commune, contribuables payant une contribution au moins égale à 3 journées de travail dans la commune. Sont éligibles ceux qui paient un impôt au moins équivalent à dix journées de travail.
De 1799 à 1848, la constitution du 22 frimaire an VIII (13 décembre 1799) revient sur l’élection du maire, les maires sont nommés par le préfet pour les communes de moins de 5 000 habitants. La Restauration instaure la nomination des maires et des conseillers municipaux. Après 1831, les maires sont nommés (par le roi pour les communes de plus de 3 000 habitants, par le préfet pour les plus petites), mais les conseillers municipaux sont élus pour six ans.
Du 3 juillet 1848 à 1851, les maires sont élus par le conseil municipal pour les communes de moins de 6 000 habitants.
De 1851 à 1871, les maires sont nommés par le préfet, pour les communes de moins de 3 000 habitants et pour 5 ans à partir de 1855.
Depuis 1871, les maires sont élus par le conseil municipal à la suite de son élection au suffrage universel.

### Finances locales
| Taxe                                                | Part communale | Part intercommunale | Part départementale | Part régionale |
| --------------------------------------------------- | -------------- | ------------------- | ------------------- | -------------- |
| Taxe d'habitation (TH)                              | 12,13 %        | 0,00 %              | 9,19 %              | 0,00 %         |
| Taxe foncière sur les propriétés bâties (TFPB)      | 19,56 %        | 0,00 %              | 10,85 %             | 2,36 %         |
| Taxe foncière sur les propriétés non bâties (TFPNB) | 58,16 %        | 0,00 %              | 9,80 %              | 8,85 %         |
| Taxe professionnelle (TP)                           | 0,00 %         | 22,96 %             | 7,08 %              | 3,84 %         |

La part régionale de la taxe d'habitation n'est pas applicable.
La taxe professionnelle est remplacée en 2010 par la cotisation foncière des entreprises (CFE) portant sur la valeur locative des biens immobiliers et par la cotisation sur la valeur ajoutée des entreprises (CVAE) (les deux formant la contribution économique territoriale (CET) qui est un impôt local instauré par la loi de finances pour 2010).

### Jumelages
| Tarascon Elmshorn Porrentruy Fraga Neviano degli Arduini Beït Shéan Tarascon-sur-Ariège |

Tarascon est jumelée avec :
- Elmshorn (Allemagne), localisée à 32 kilomètres au nord de Hambourg. C'est la sixième grande ville dans l'État du Schleswig-Holstein avec 49 386 habitants (au 30 juin 2005) ;
- Porrentruy (Suisse), commune suisse du canton du Jura de 6 876 habitants (au 31 décembre 2016) jumelage réalisé en 1969;
- Fraga (Espagne), ville d'Espagne de 14 302 habitants (en 2009) située à l'extrémité sud-est de la province de Huesca, dans la communauté autonome d'Aragon. Elle est le chef-lieu de la comarque de Bajo Cinca ;
- Neviano degli Arduini (Italie), commune italienne de 3 742 habitants (au 31 décembre 2009[57]) de la province de Parme dans la région Émilie-Romagne ;
- Beït Shéan (Israël) (Bet She'an ou encore Beth Shean), ville de 16 700 habitants (en 2007). C'est l'une des villes les plus anciennes d'Orient ;
- Tarascon-sur-Ariège (France), ville de 3 322 habitants (en 2014).

## Équipements et services publics

### Enseignement
Les élèves peuvent effectuer toute leur scolarité à Tarascon, la ville ayant trois écoles maternelles (Marie-Curie, Jean-Giono et Marcel-Battle) et quatre écoles élémentaires publiques (Jules-Ferry, Marcel-Pagnol, Jean-Macé et Marcel-Battle). Les élèves sont ensuite affectés au collège René-Cassin de la ville,. Puis ils vont au lycée général et technique Alphonse-Daudet (mais la commune ayant une double sectorisation, il est nécessaire de se mettre en rapport avec l'inspection académique 84),.

## Population et société

### Démographie
Ses habitants sont appelés les Tarasconnais.

#### Évolution démographique
L'évolution du nombre d'habitants est connue à travers les recensements de la population effectués dans la commune depuis 1793. Pour les communes de plus de 10 000 habitants les recensements ont lieu chaque année à la suite d'une enquête par sondage auprès d'un échantillon d'adresses représentant 8 % de leurs logements, contrairement aux autres communes qui ont un recensement réel tous les cinq ans,.

En 2022, la commune comptait 15 525 habitants, en évolution de +3,36 % par rapport à 2016 (Bouches-du-Rhône : +2,48 %, France hors Mayotte : +2,11 %).
| 1793  | 1800   | 1806   | 1821   | 1831   | 1836   | 1841   | 1846   | 1851   |
| ----- | ------ | ------ | ------ | ------ | ------ | ------ | ------ | ------ |
| 9 069 | 11 320 | 10 554 | 10 830 | 10 967 | 10 774 | 11 362 | 11 968 | 12 539 |

| 1856   | 1861   | 1866   | 1872   | 1876   | 1881  | 1886  | 1891  | 1896  |
| ------ | ------ | ------ | ------ | ------ | ----- | ----- | ----- | ----- |
| 13 229 | 13 489 | 12 454 | 11 249 | 10 409 | 9 833 | 9 314 | 9 263 | 9 023 |

| 1901  | 1906  | 1911  | 1921  | 1926  | 1931  | 1936  | 1946  | 1954  |
| ----- | ----- | ----- | ----- | ----- | ----- | ----- | ----- | ----- |
| 8 885 | 8 972 | 8 631 | 8 299 | 8 478 | 8 496 | 7 875 | 7 781 | 7 744 |

| 1962  | 1968   | 1975   | 1982   | 1990   | 1999   | 2006   | 2011   | 2016   |
| ----- | ------ | ------ | ------ | ------ | ------ | ------ | ------ | ------ |
| 8 637 | 10 584 | 10 365 | 10 735 | 10 826 | 12 640 | 13 376 | 13 105 | 15 020 |

| 2021   | 2022   | - | - | - | - | - | - | - |
| ------ | ------ | - | - | - | - | - | - | - |
| 15 423 | 15 525 | - | - | - | - | - | - | - |

#### Pyramide des âges
La population de la commune est relativement jeune.
En 2018, le taux de personnes d'un âge inférieur à 30 ans s'élève à 38,3 %, soit au-dessus de la moyenne départementale (35,3 %). À l'inverse, le taux de personnes d'âge supérieur à 60 ans est de 24,2 % la même année, alors qu'il est de 26,3 % au niveau départemental.
En 2018, la commune comptait 7 595 hommes pour 7 600 femmes, soit un taux de 50,02 % de femmes, largement inférieur au taux départemental (52,24 %).
Les pyramides des âges de la commune et du département s'établissent comme suit.
| Hommes | Classe d’âge | Femmes |
| ------ | ------------ | ------ |
| 0,7    | 90 ou +      | 1,4    |
| 5,5    | 75-89 ans    | 8,8    |
| 15,9   | 60-74 ans    | 16,1   |
| 18,5   | 45-59 ans    | 19,1   |
| 19,0   | 30-44 ans    | 18,2   |
| 19,0   | 15-29 ans    | 15,6   |
| 21,2   | 0-14 ans     | 20,9   |

| Hommes | Classe d’âge | Femmes |
| ------ | ------------ | ------ |
| 0,8    | 90 ou +      | 1,9    |
| 7,6    | 75-89 ans    | 9,8    |
| 16,2   | 60-74 ans    | 17,2   |
| 19,7   | 45-59 ans    | 19,5   |
| 18,8   | 30-44 ans    | 18,6   |
| 18,4   | 15-29 ans    | 16,9   |
| 18,6   | 0-14 ans     | 16,1   |

## Économie

### Revenus de la population et fiscalité
En 2010, le revenu fiscal médian par ménage était de 22 122 €, ce qui plaçait Tarascon au 27 816e rang parmi les 31 525 communes de plus de 30 ménages en métropole.
En 2013, seulement 43,1 % des ménages sont imposables.

### Agriculture
La commune produit de l'huile d'olive de la vallée des Baux-de-Provence qui est protégée par une appellation d'origine contrôlée (AOC) depuis un décret pris par l'INAO, le 27 août 1997. Les variétés d'olives qui entrent dans son élaboration sont la salonenque, la béruguette, la grossane et la verdale des Bouches-du-Rhône. Elle produit aussi des olives cassées et des olives noires qui relèvent du même décret de l'INAO. Les variétés d'olives cassées proposées à la commercialisation sont la salonenque et la béruguette. Pour les olives noires la seule variété acceptée est la grossane ,.
- Centre de formation équestre de la Chambre de commerce et d'industrie du pays d'Arles.

### Tourisme
Hormis l'agriculture, l'économie la plus facilement identifiable autour du massif des Alpilles est liée au tourisme. Même les producteurs viticoles et oléicoles semblent tenir compte du développement du tourisme et de plus en plus de domaines proposent de la dégustation, voir dans certains cas de véritables cours d'initiation à l'œnologie.
On peut considérer trois principales sortes de tourisme dans les Alpilles. Tout d'abord, le tourisme historique et culturel qui s'appuie sur un patrimoine riche (Les Baux-de-Provence, Glanum, etc.) ou sur des festivals. Ensuite, le tourisme détente qui se traduit par un important développement des chambres d'hôtes, de l'hôtellerie et de la location saisonnière, par une concentration importante de piscines et par des animations comme des marchés provençaux. Enfin, le tourisme vert qui profite des nombreux chemins de randonnées et du cadre protégé qu'offrent le massif et ses environs.

### Industrie
Une manufacture d'indiennes est créée en 1806 à Tarascon par Jean Jourdan. Son fils Mathieu prend sa succession jusqu'en 1882, date à laquelle elle est reprise par Paul Véran. Celui-ci reprend les archives (planches et dessins) de Foulc, grand indienneur en Avignon. Il meurt en 1916 et sa manufacture est reprise par un pharmacien de Beaucaire, Charles-Henri Deméry. Son neveu
Charles Deméry prend sa suite en 1937 et créé en 1939 la marque Souleiado. La Seconde Guerre mondiale passée, madame Vachon de Saint-Tropez propose de lancer une collection de robes. C'est le succès. La marque s'exporte et, en 1950, une boutique est ouverte à Florence. D'autres vont suivre sur les cinq continents. En 1986, elle compte plus de 2 000 points de vente. En avril 2009, Souleiado est reprise par Daniel et Stéphane Richard qui apportent une nouvelle dynamique.
Une usine de fabrication de pâte à papier est également implantée sur la commune. Employant environ 270 personnes, cette usine vieillissante fait depuis de nombreuses années l'objet de crainte de la part des riverains : au-delà des odeurs qui sont perçus jusqu'à Arles, des problèmes de pollutions et de sécurités sont signalées impliquant une plainte par l'association France Nature Environnement, les normes réglementaires de rejets n'étant pas respectées, bien que l'entreprise indique effectuer des investissements environnementaux.

### Services
La ville de Tarascon dispose d'une librairie nommée Lettres vives.

## Culture locale et patrimoine

### Lieux et monuments

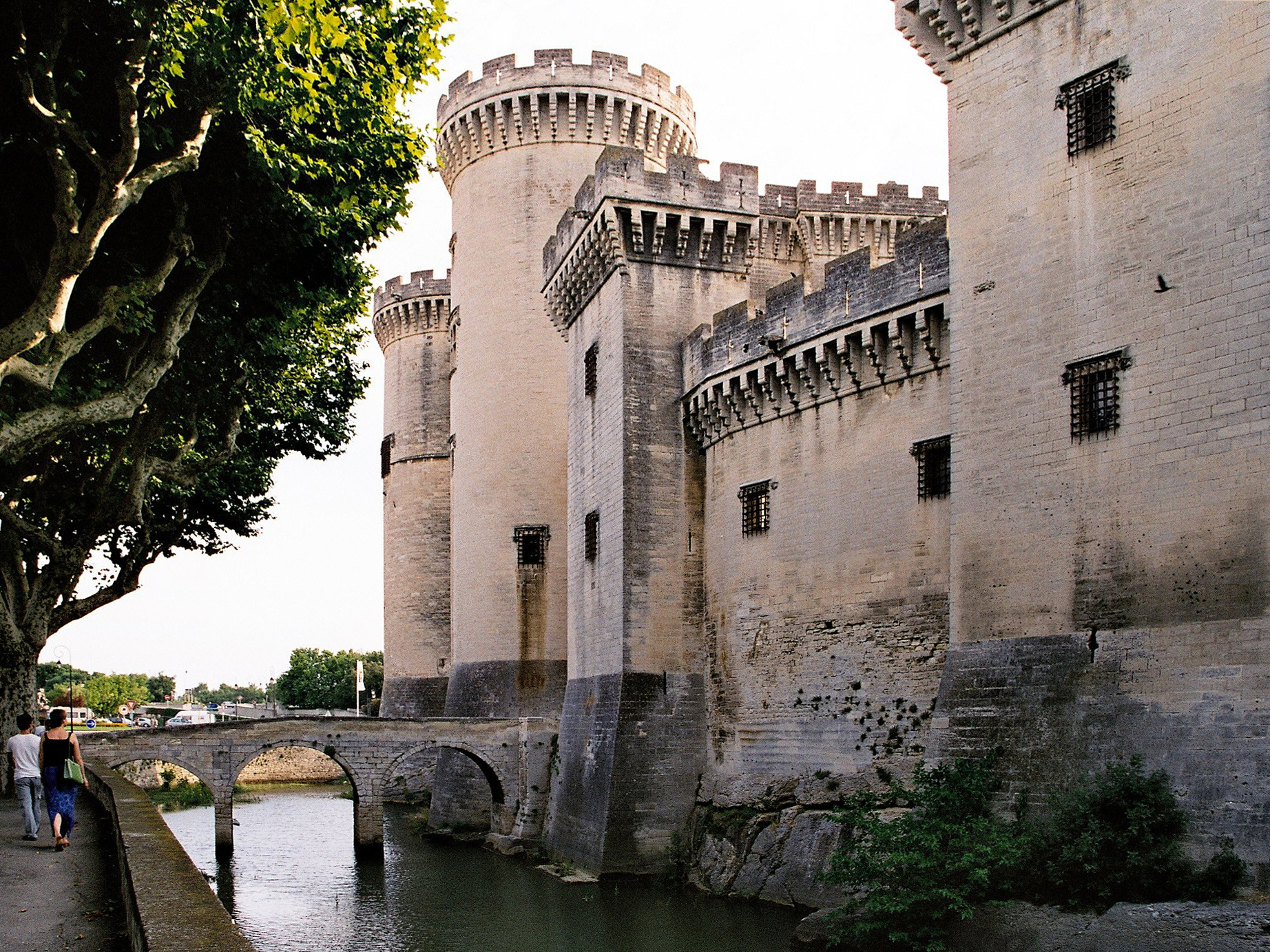
Château de Tarascon.

- Le château du roi René : le château actuel a succédé à une forteresse, édifiée à l'emplacement du castrum romain afin de surveiller la frontière de la Provence. Après sa mise à sac en 1399 par les bandes de Raimond de Turenne, la famille d'Anjou décida de le reconstruire entièrement. Entre 1447 et 1449, René d'Anjou, qui en avait fait sa résidence favorite, fit réaliser une décoration intérieure raffinée. Sa silhouette massive posée au bord du Rhône, l'élégance insoupçonnée de son architecture intérieure et son état exceptionnel de conservation en font un des plus beaux châteaux médiévaux de France. Il se compose de deux parties indépendantes : au sud, le logis seigneurial, cantonné de tours rondes côté ville et de tours carrées côté fleuve avec des murailles s'élevant jusqu'à 48 m de hauteur ; au nord, la basse cour que défendent des constructions rectangulaires.
- La collégiale Sainte-Marthe a été consacrée en 1197, puis agrandie aux XIVe et XVe siècles. La crypte abrite les reliques de sainte Marthe dans un sarcophage du IVe siècle.

- L'église Saint-Jacques, construite, entre 1740 et 1745, par l'architecte de Tarascon Antoine Damour, suivant les plans de l'architecte avignonnais Jean-Baptiste Franque.

- Abbaye Saint-Michel de Frigolet.
- L'hôtel de ville, construit en 1648 dans le style baroque. La statue de sainte Marthe terrassant la Tarasque a été réalisée par le sculpteur tarasconnais Louis Le Mâle.
- La chapelle Saint-Gabriel est une chapelle romane située au sud-est de Tarascon.

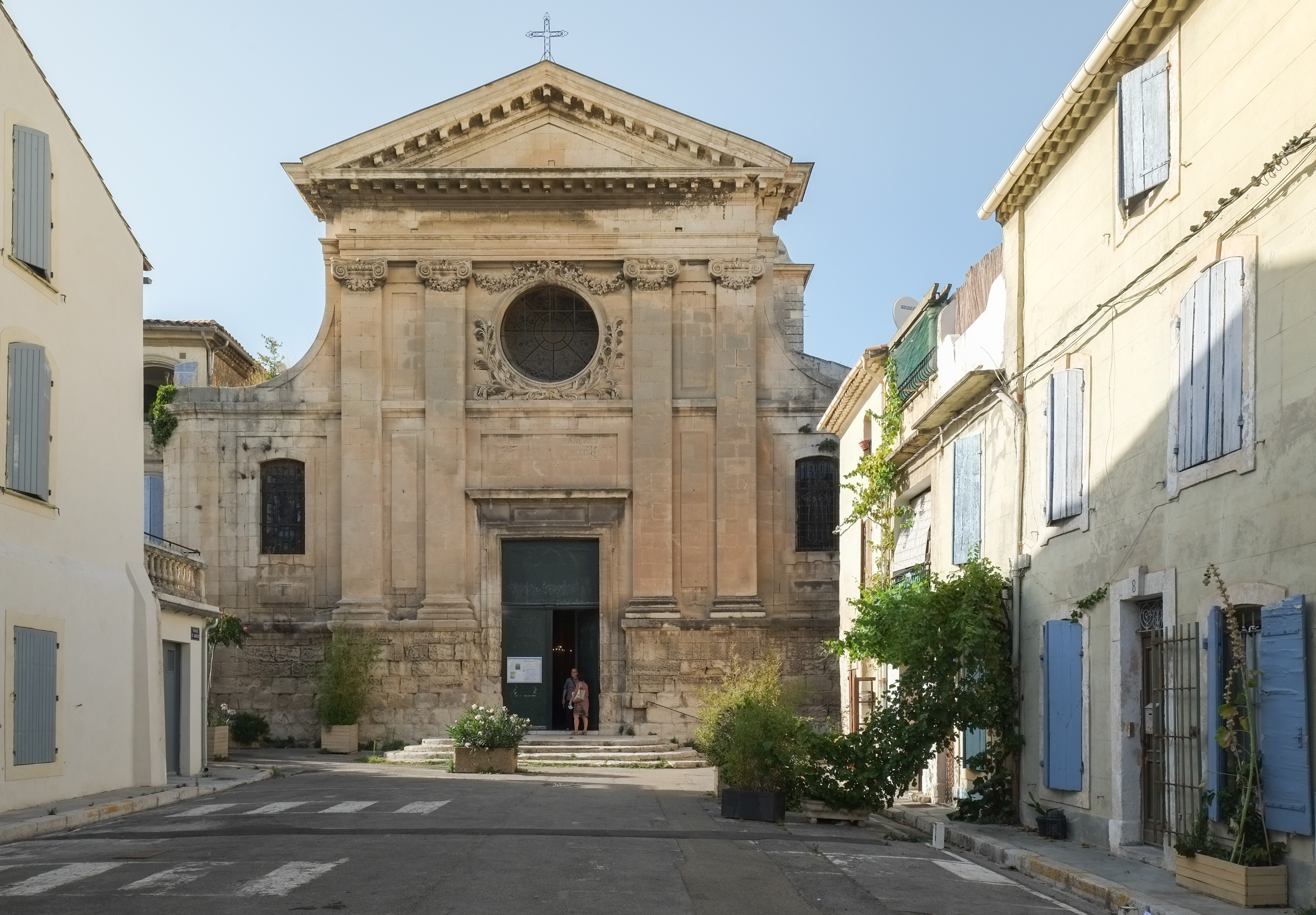
Église Saint-Jacques.
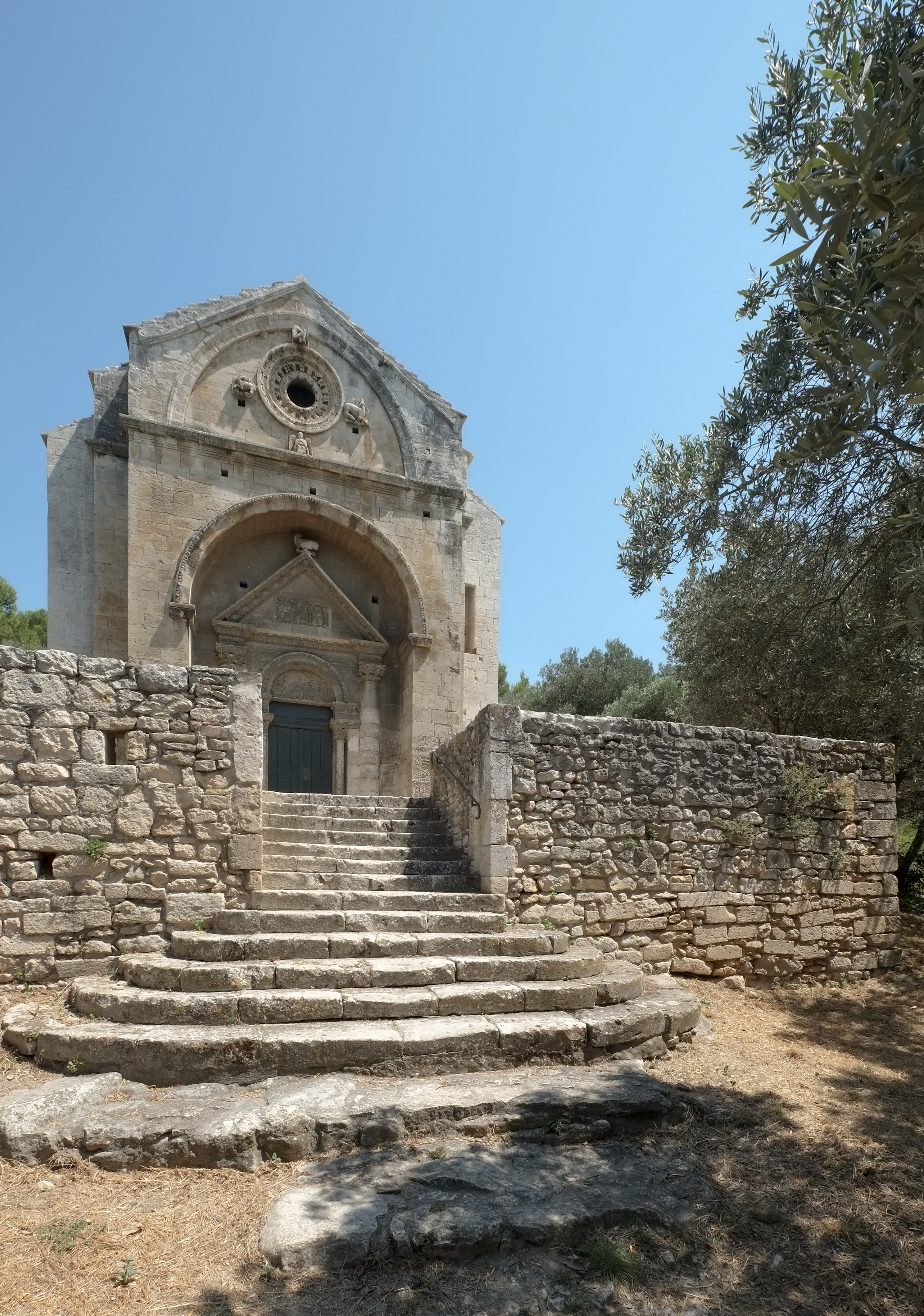
Chapelle Saint-Gabriel.

### Manifestations culturelles et festivités

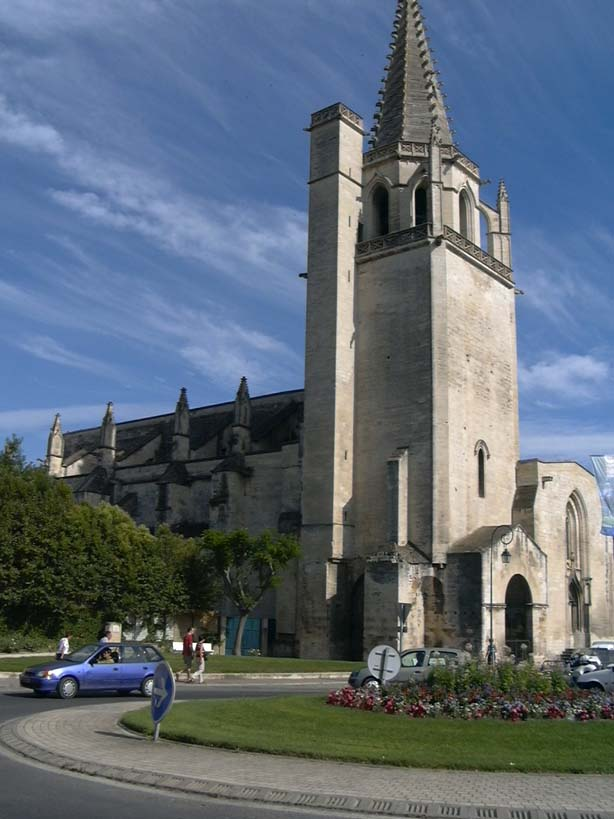
Église Sainte-Marthe de Tarascon.

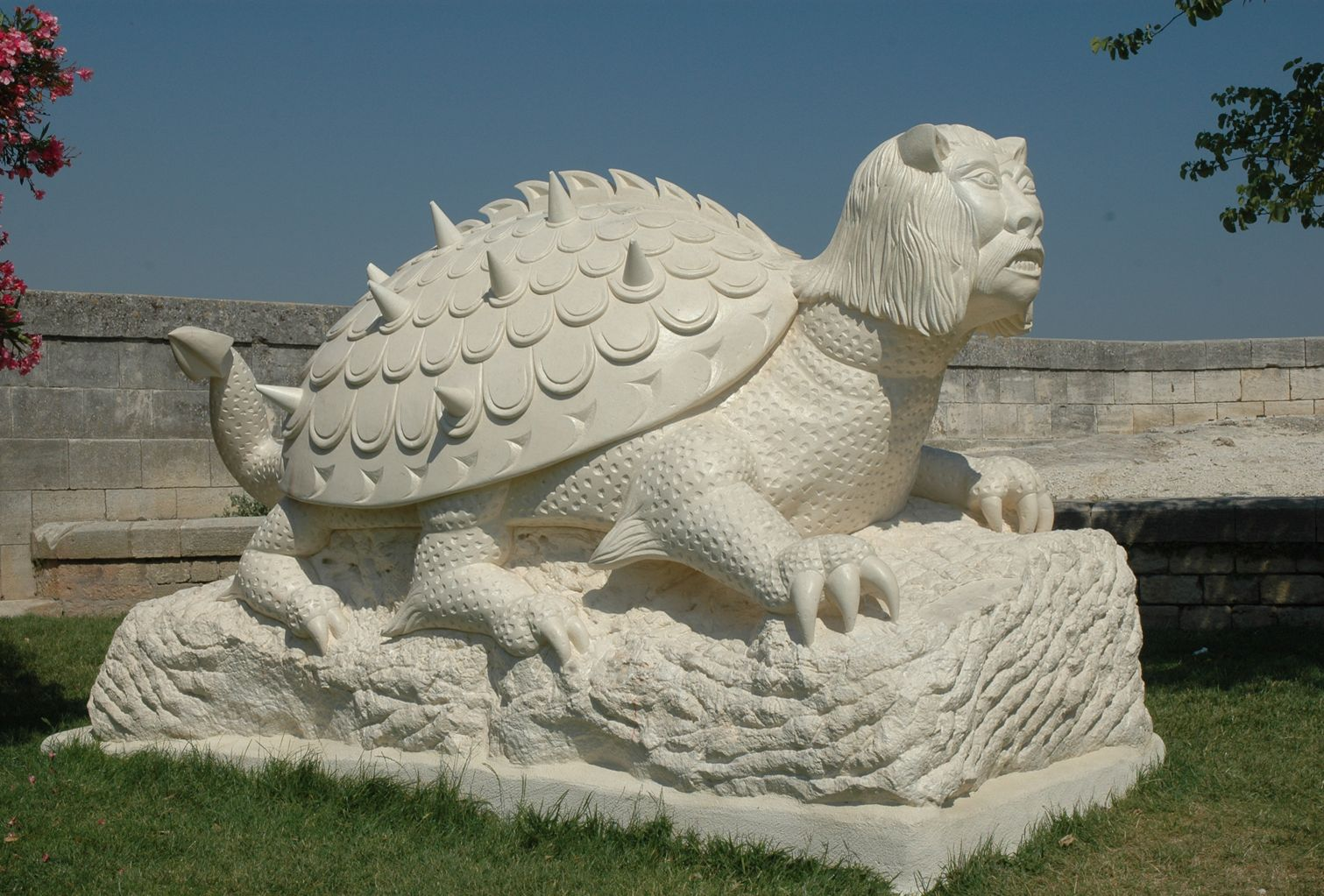
Sculpture de Pascal Demaumont à l'initiative de Christian Guiot, la Tarasque, inaugurée en 2005.

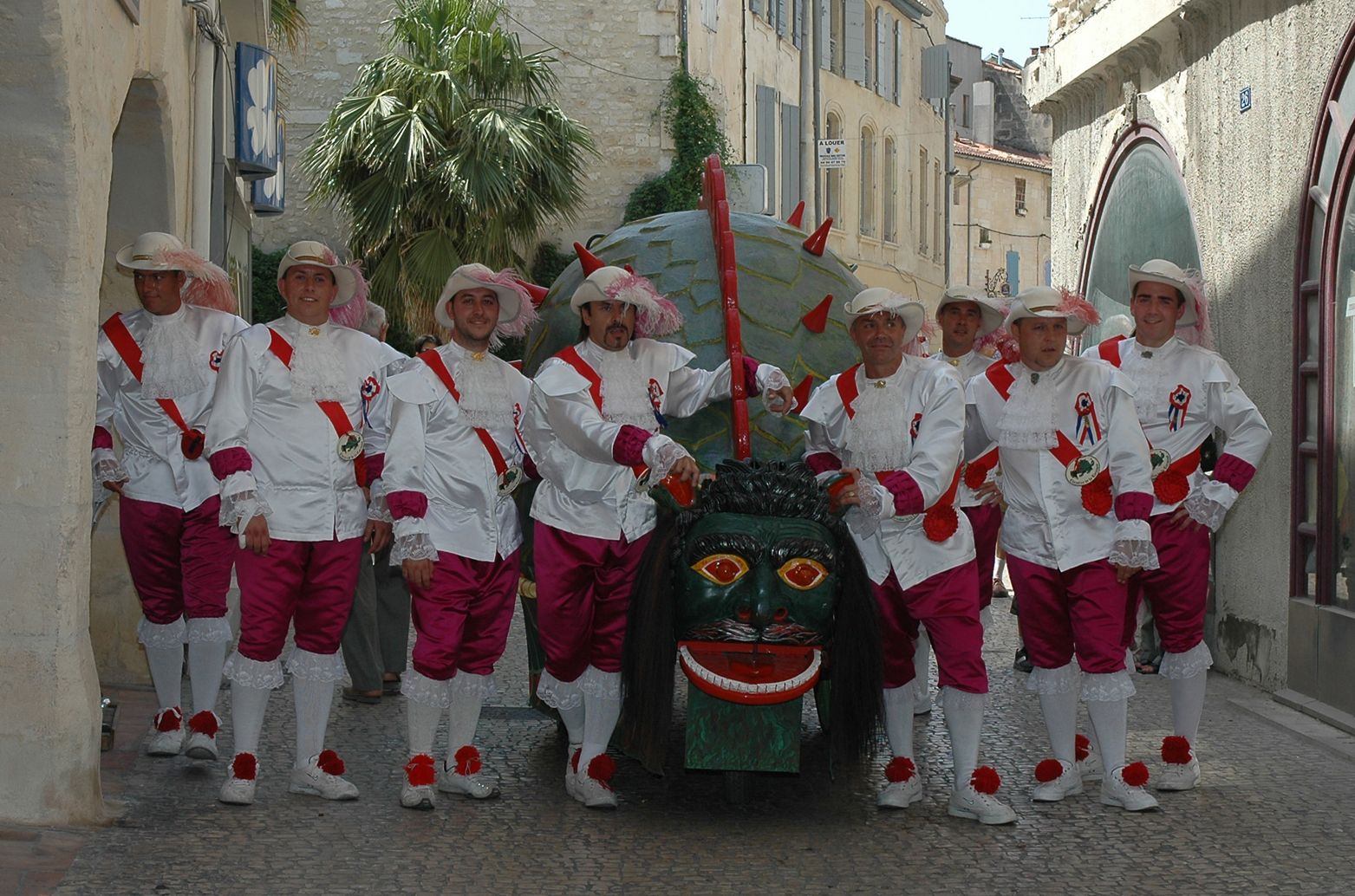
La Tarasque et les chevaliers de la Tarasque (tarascaïres).

#### Tauromachie
Dans les arènes Jacques Durand se tient chaque année une feria : La feria de la jouvenço au cours de laquelle des Novilleros combattent de jeunes taureaux.

#### Fêtes de la Tarasque
Chaque année à la fin du mois de juin, au cours des fêtes de la Tarasque, on voit défiler des processions d'empégadures (femmes avec coiffures et tenues traditionnellement arlésiennes et provençales) et de gardians (gardiens de taureaux) issus de la culture camarguaise. La ville est membre du l'Union des villes taurines françaises.

#### Les Médiévales
Les Médiévales de Tarascon se déroulaient tous les ans à la mi-août, jusqu'en 2014 principalement autour du château royal de Provence, le château du roi René. Les autres sites animés sont la rue des Halles, la place de la Mairie et la rue du Château. Elles se déroulent maintenant en même temps que les Fêtes de la Tarasque.

#### Festival des Alpilles: TarasCountry
TarasCountry est un événement créé en 2003 par le  Festival des Alpilles et l'ancien maire de Tarascon, Charles Fabre. TarasCountry présente la musique country comme une musique identitaire et profonde des États-Unis. Cette manifestation se tient vers la mi-août sur la place de la Gare et présente gratuitement un ou plusieurs groupes de musique country.

#### Tradition provençale et empreinte camarguaise
Au-delà de Tartarin, la culture présente à Tarascon est un mélange entre culture camarguaise et culture provençale, reliée aux villes d'Avignon et de Marseille. La culture provençale/camarguaise est toujours présente dans les mentalités, un cours de provençal est offert au lycée Alphonse Daudet de Tarascon et compte pour le baccalauréat. La culture provençale s'exporte aussi à l'étranger avec les tissus de la marque « Souleiado » qui sont présents dans plusieurs magasins du monde entier, notamment les boutiques Souleiado à New York et Tokyo. Le siège de l'entreprise provençale demeure historiquement à Tarascon.

#### Festival de cinéma Les têtes à Clap
Depuis juillet 2014, Tarascon accueille également, avec Beaucaire, le Festival de cinéma Les têtes à Clap, dont l'invité d'honneur était en 2014 Elie Semoun.

### Tarascon et le cinéma
Un grand nombre de films ont été tournés à Tarascon, parmi ceux-ci on peut citer :
- 1934 : Tartarin de Tarascon de  Raymond Bernard
- 1954 : Les Lettres de mon moulin de Marcel Pagnol[80]
- 1962 : Tartarin de Tarascon, de Francis Blanche et Raoul André
- 1989 : La Révolution française de Robert Enrico et Richard T. Heffron[81]
- 2006 : Indigènes de Rachid Bouchareb[82]
- 2012 : Inquisitio série télévisée de Nicolas Cuche et Lionel Pasquier
- 2023 : La Nonne 2 de Corin Hardy et Gary Dauberman

### Personnalités liées à la commune

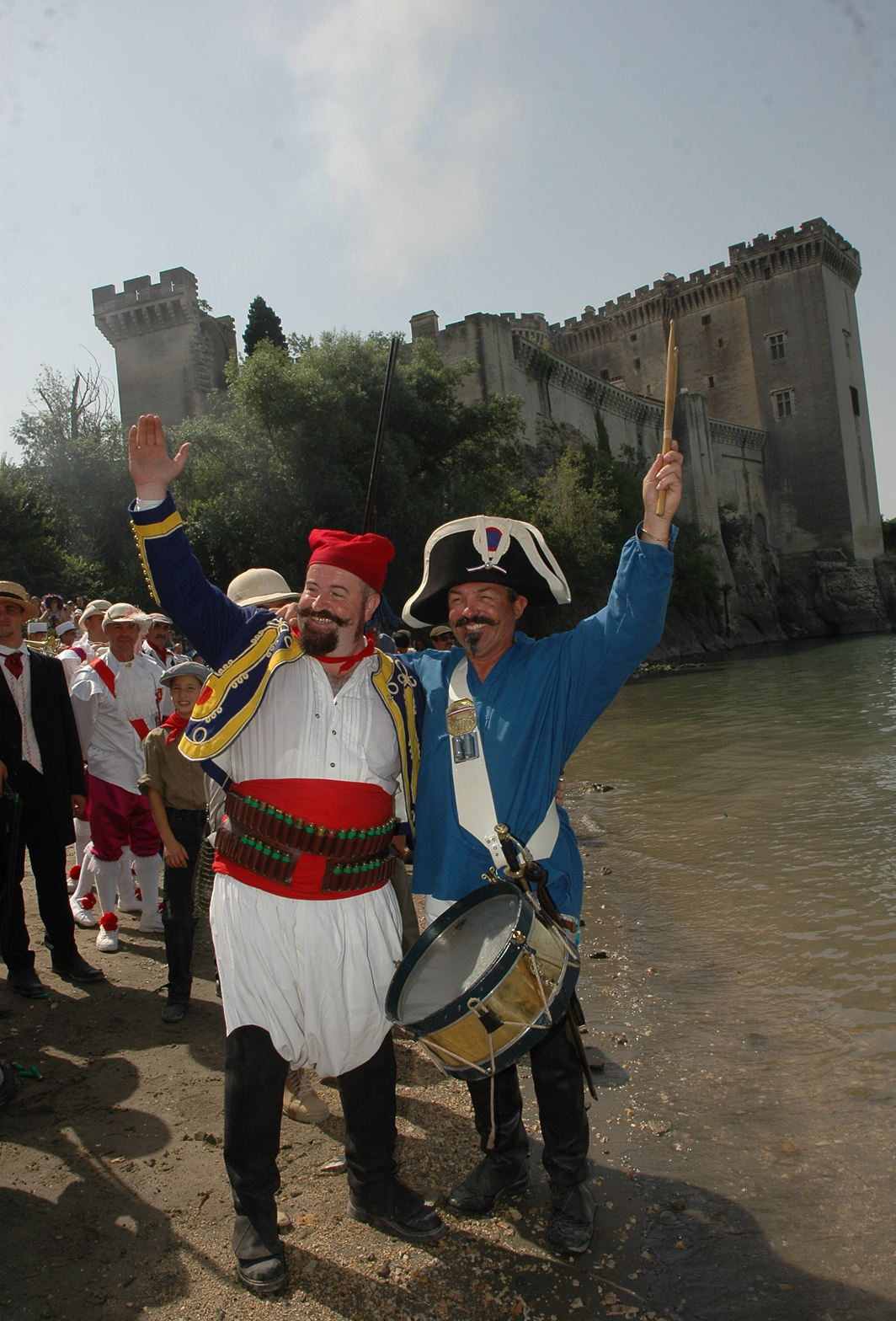
Arrivée de Tartarin.

### Héraldique
| Armes de Tarascon | Les armes peuvent se blasonner ainsi : Coupé : au 1er de gueules au château donjonné de trois tourelles d'argent, ouvert du champ, ajouré et maçonné de sable, posé sur la partition, au 2e d'azur à la tarasque de six pattes d'or avalant un homme d'argent. |

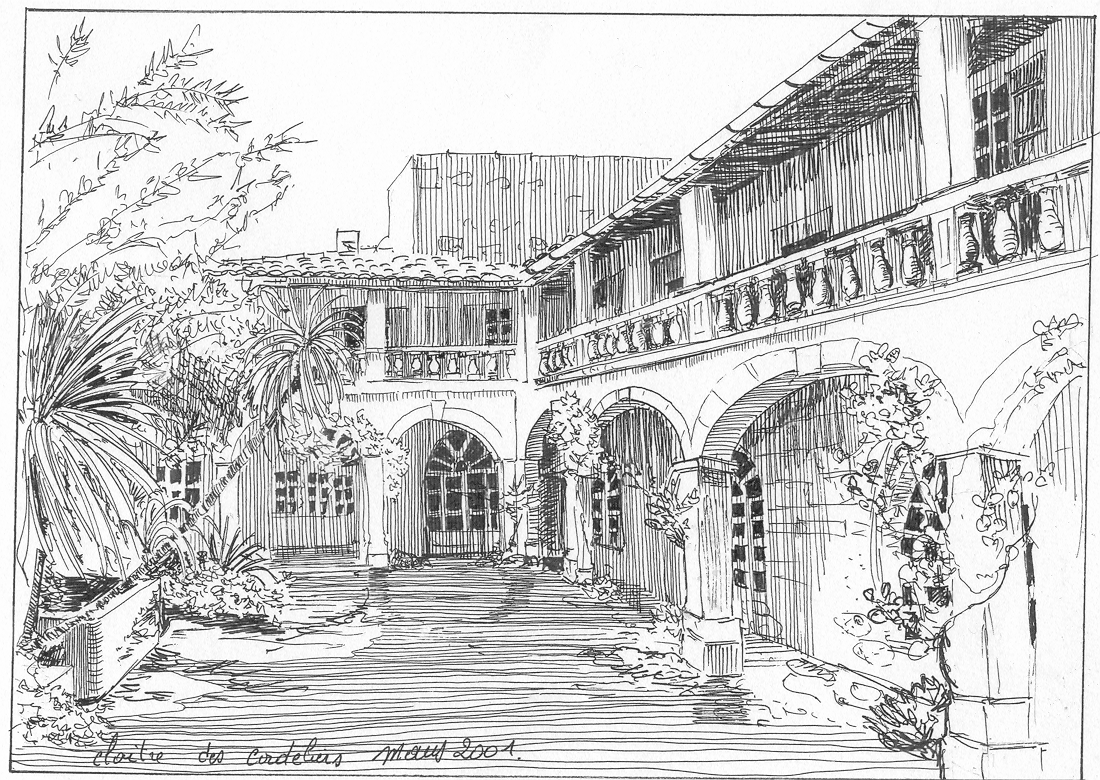
Cloître des Cordeliers.
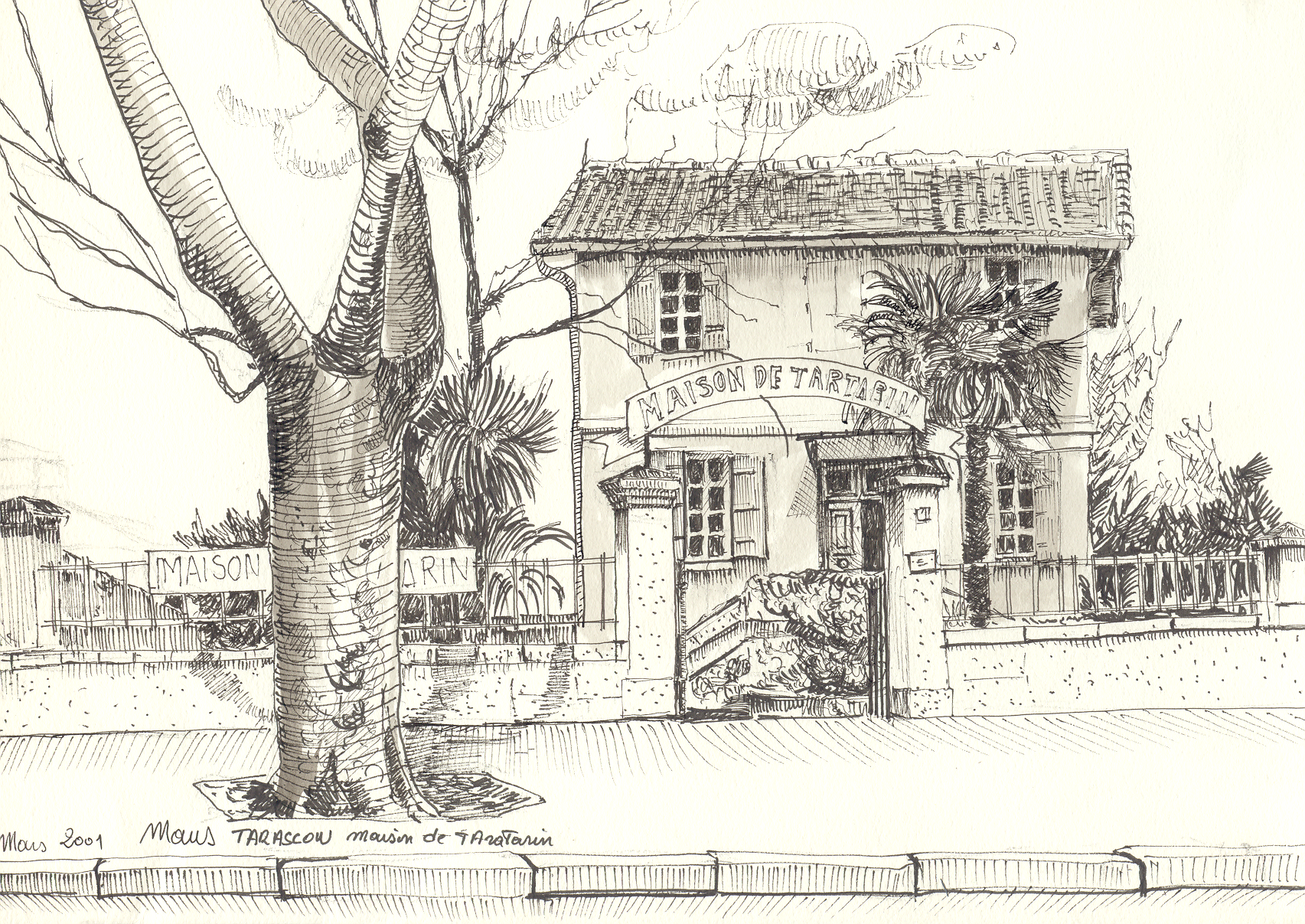
Maison de Tartarin.
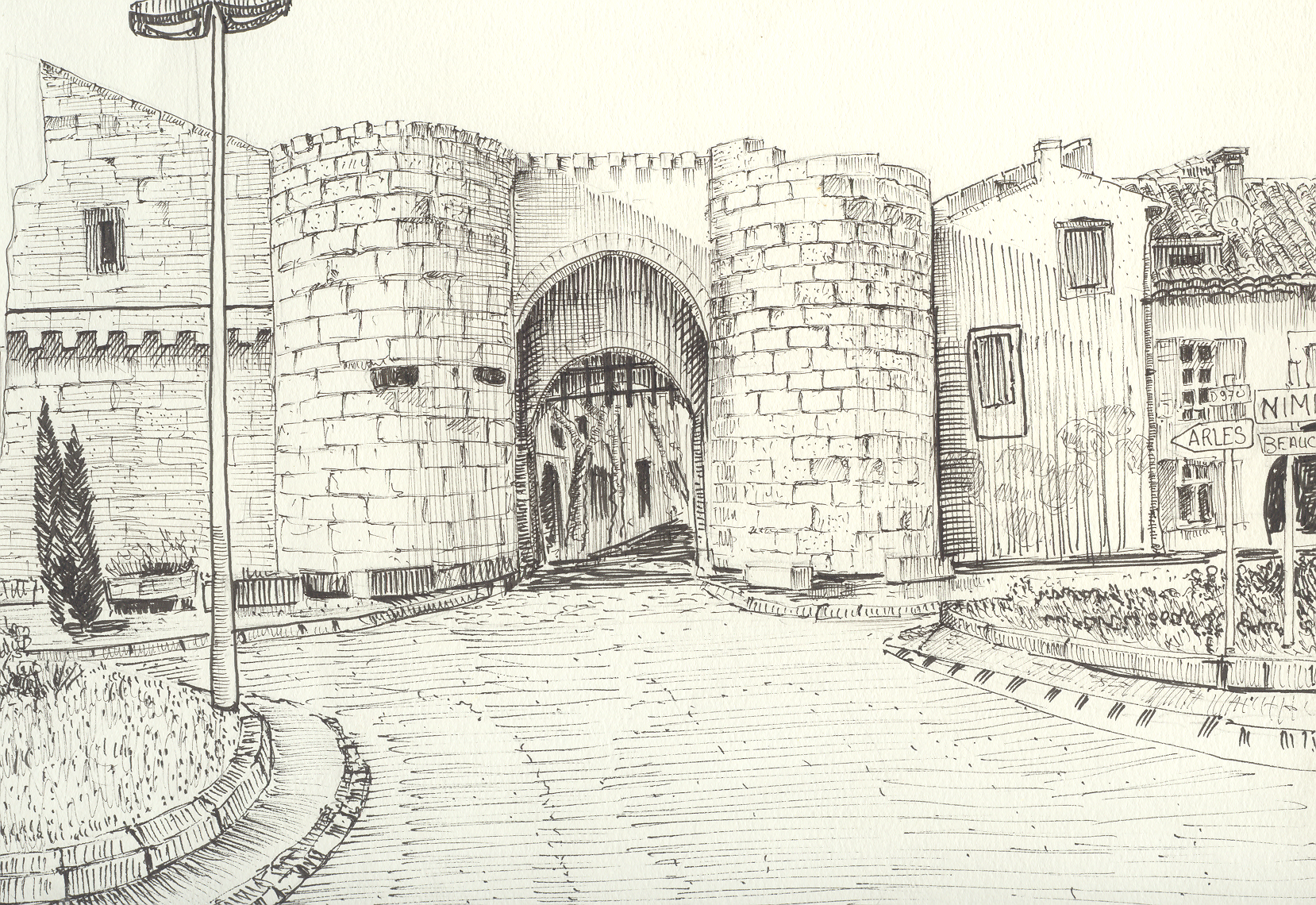
Porte Condamine.
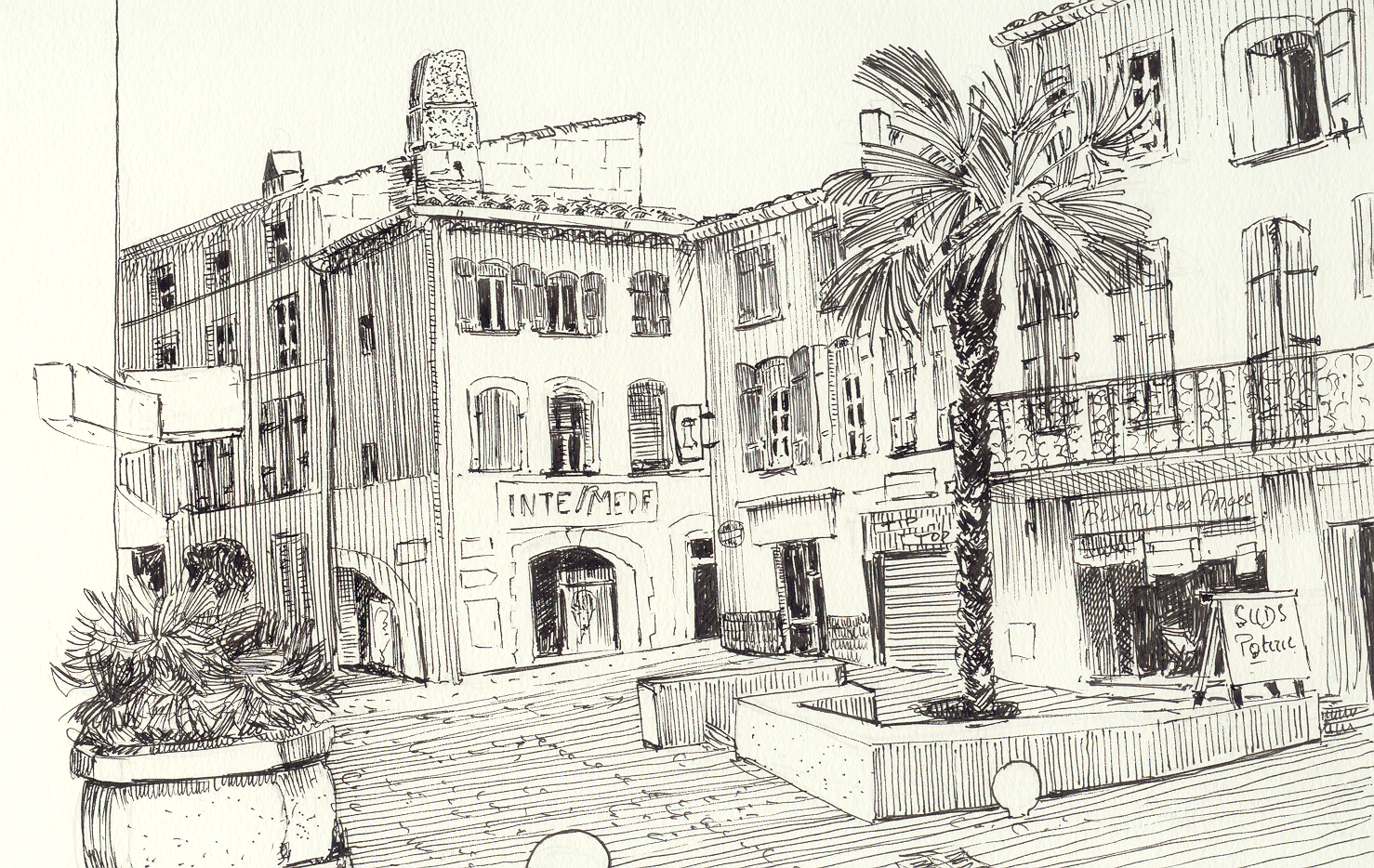
Place de la Mairie.
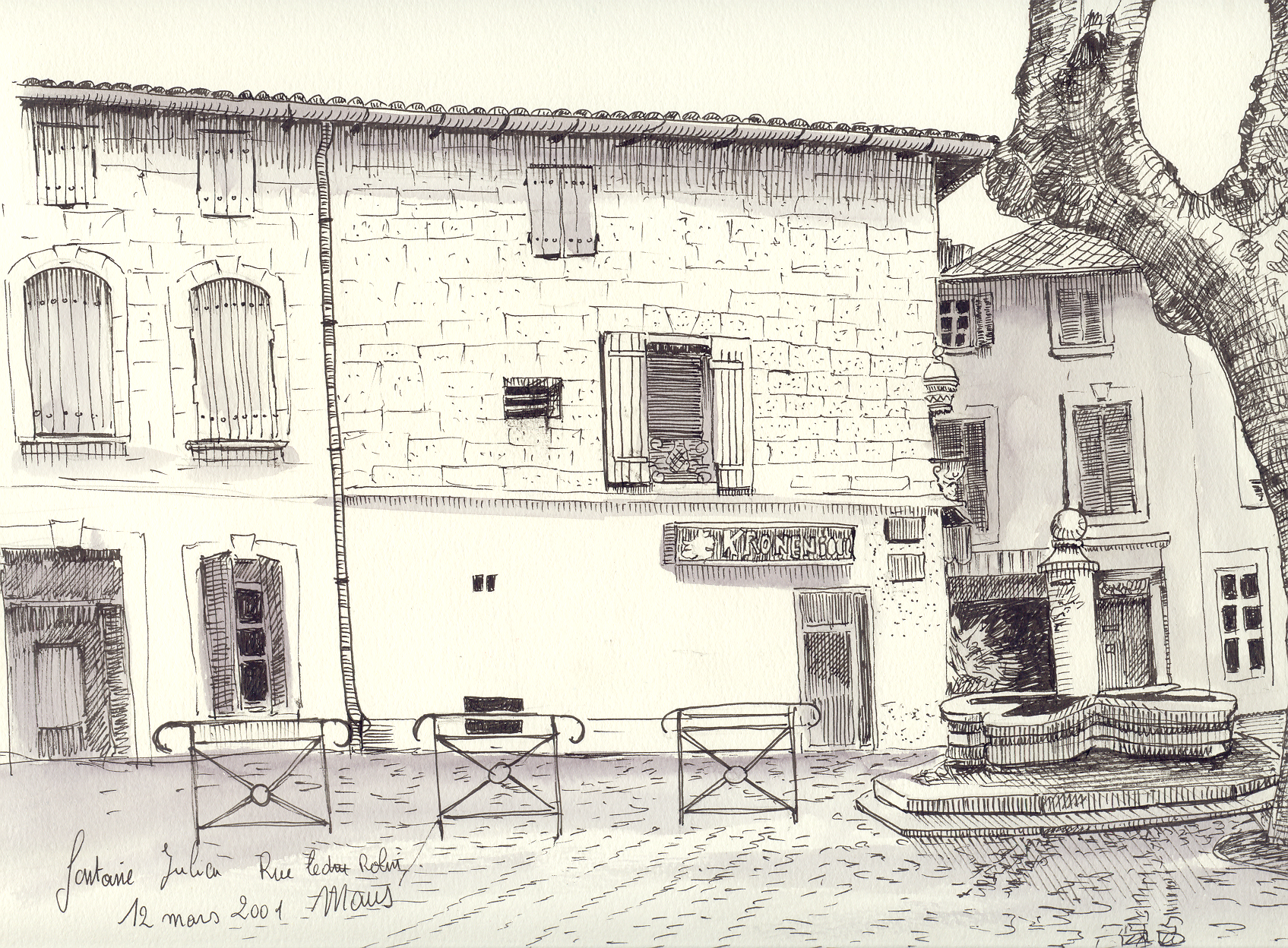
Fontaine Julien.
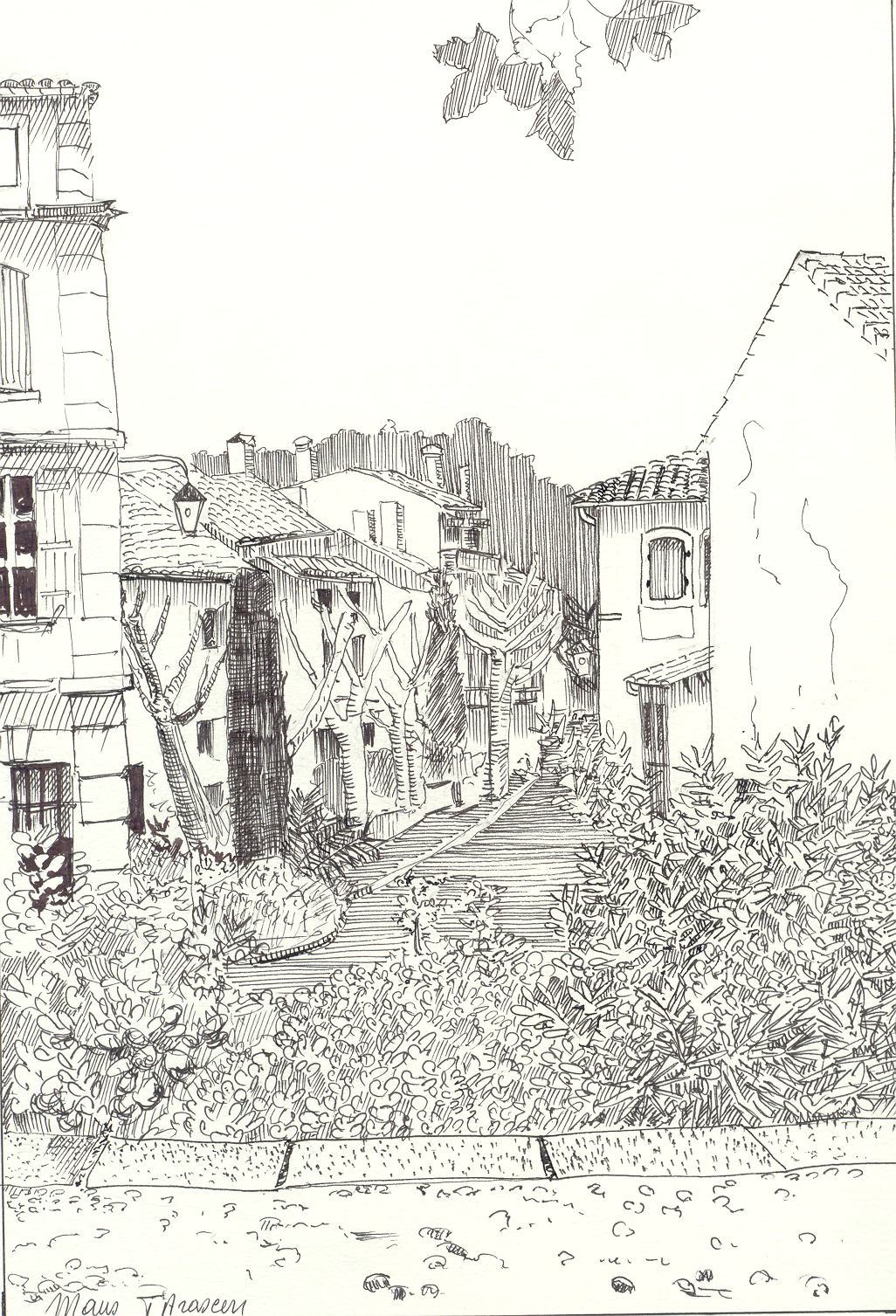
Rue de la Charité.
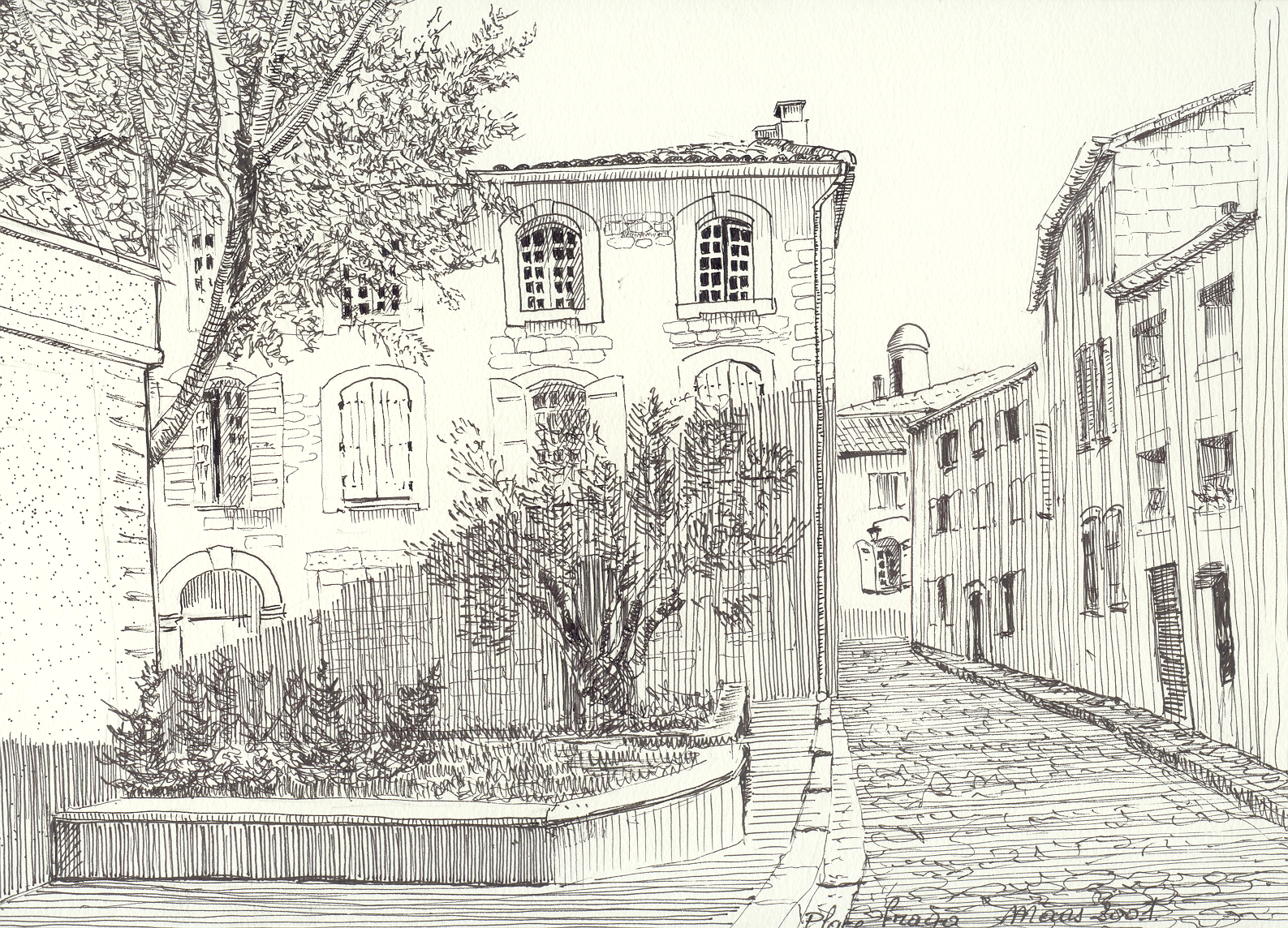
Place Fraga.
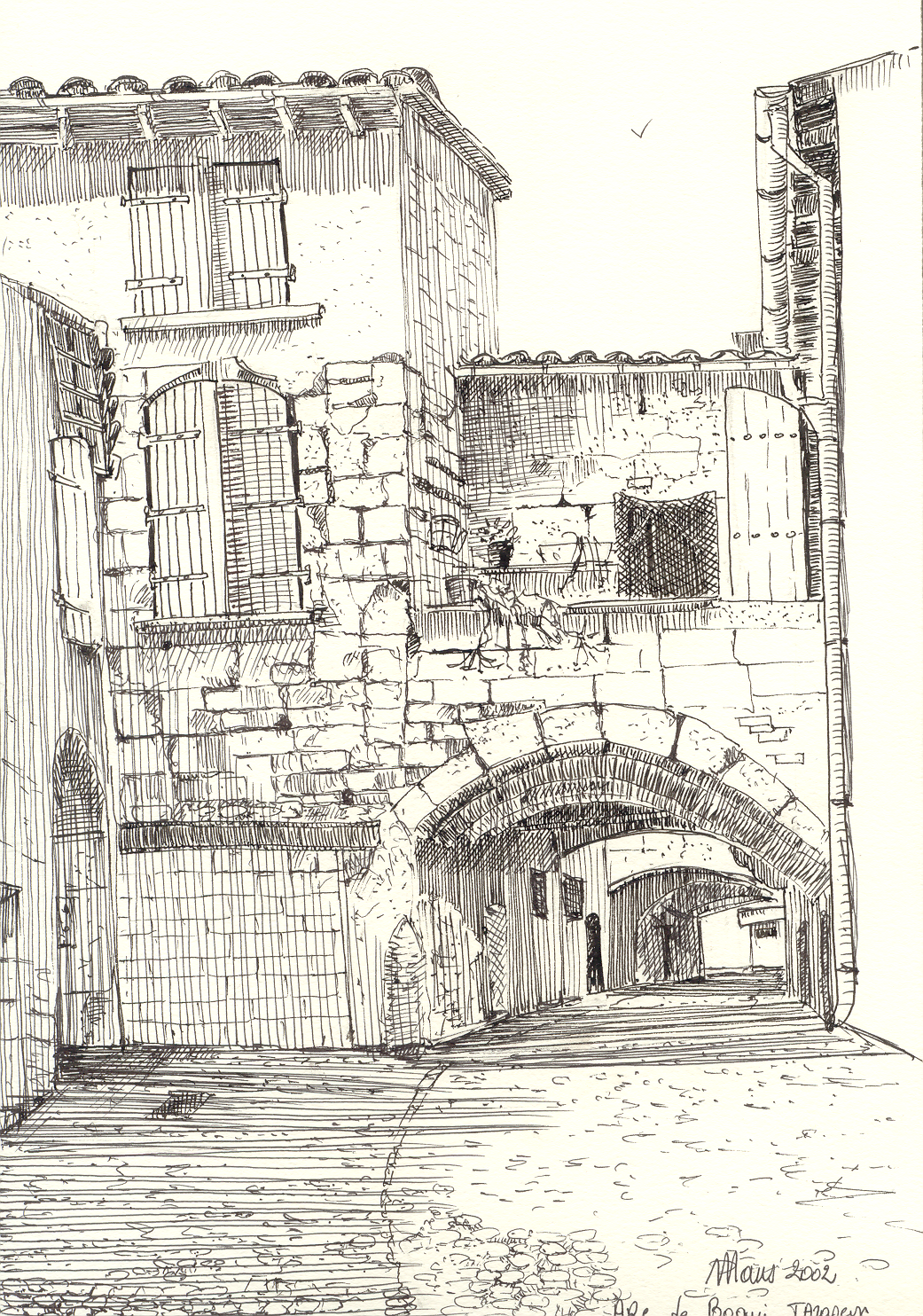
Arc de Boqui.
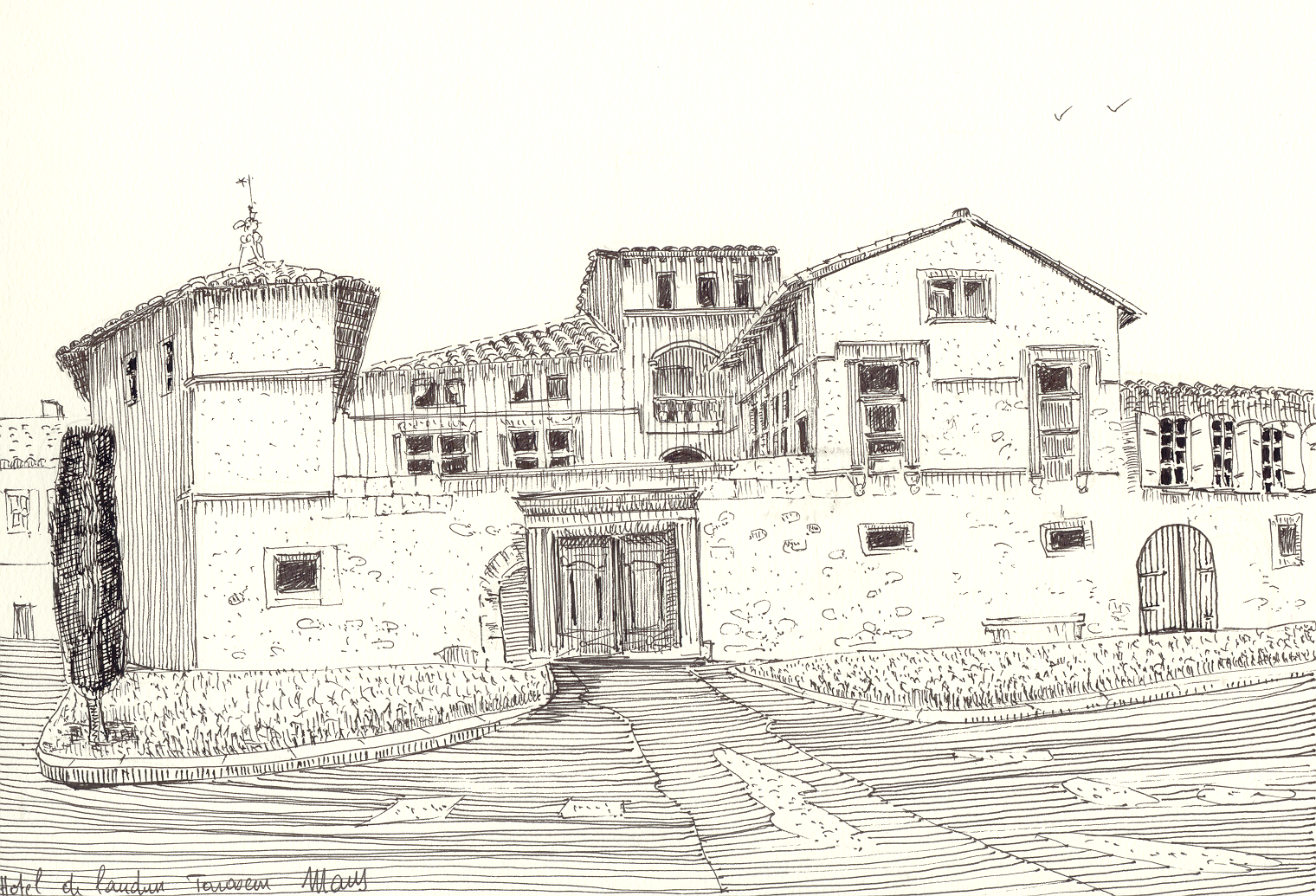
Hôtel de Laudun.
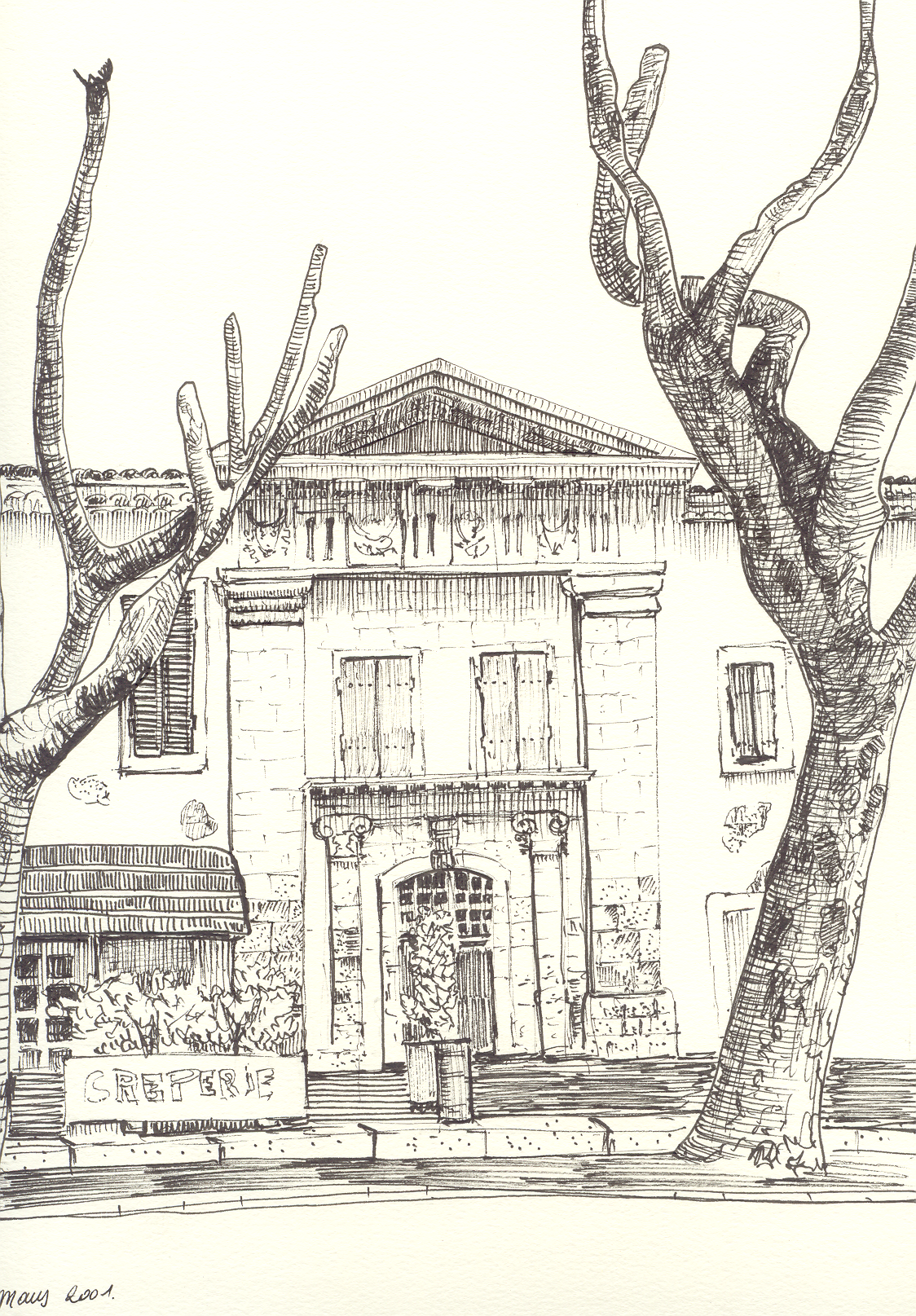
Crêperie du château.
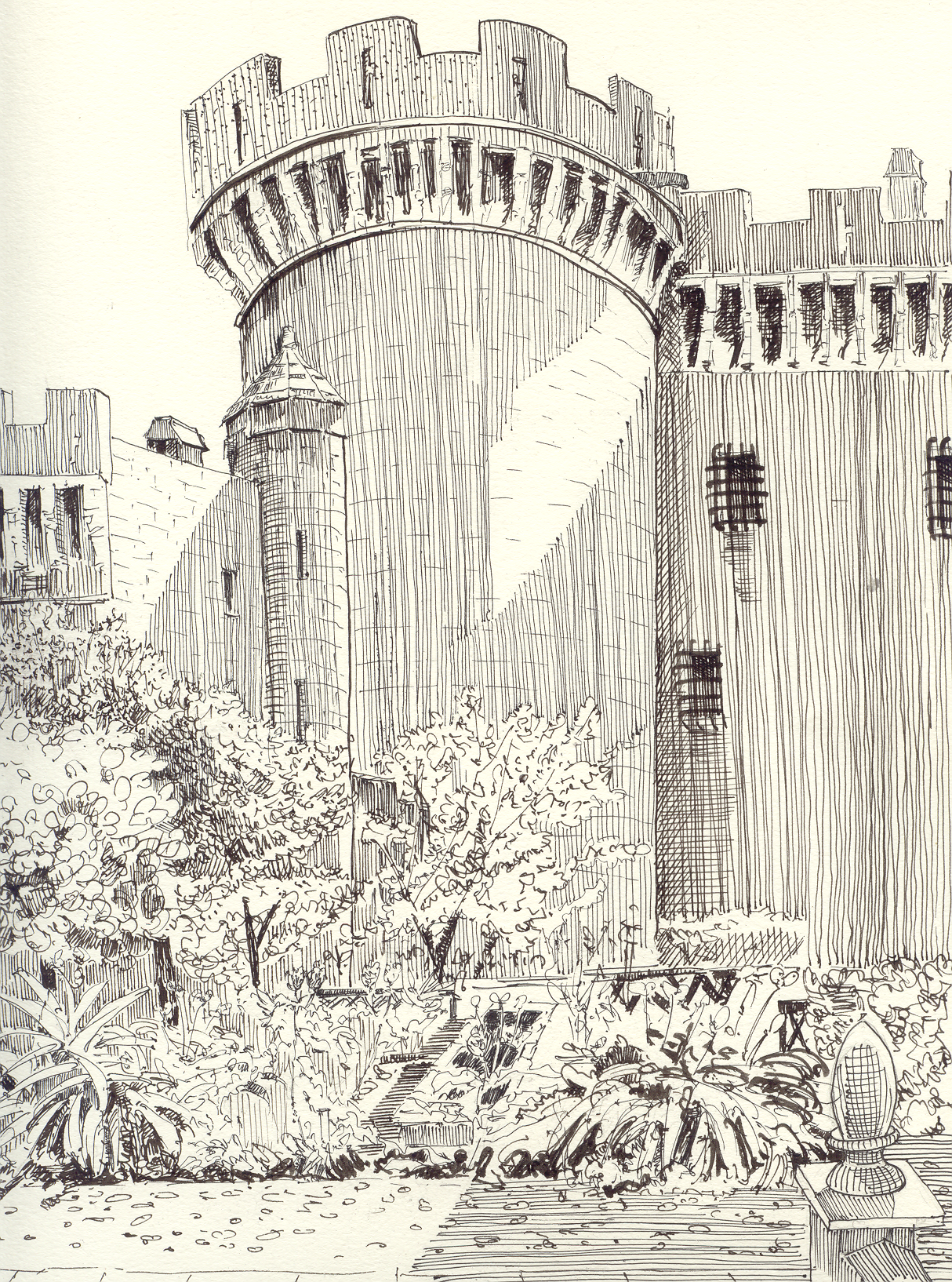
Jardin du château.
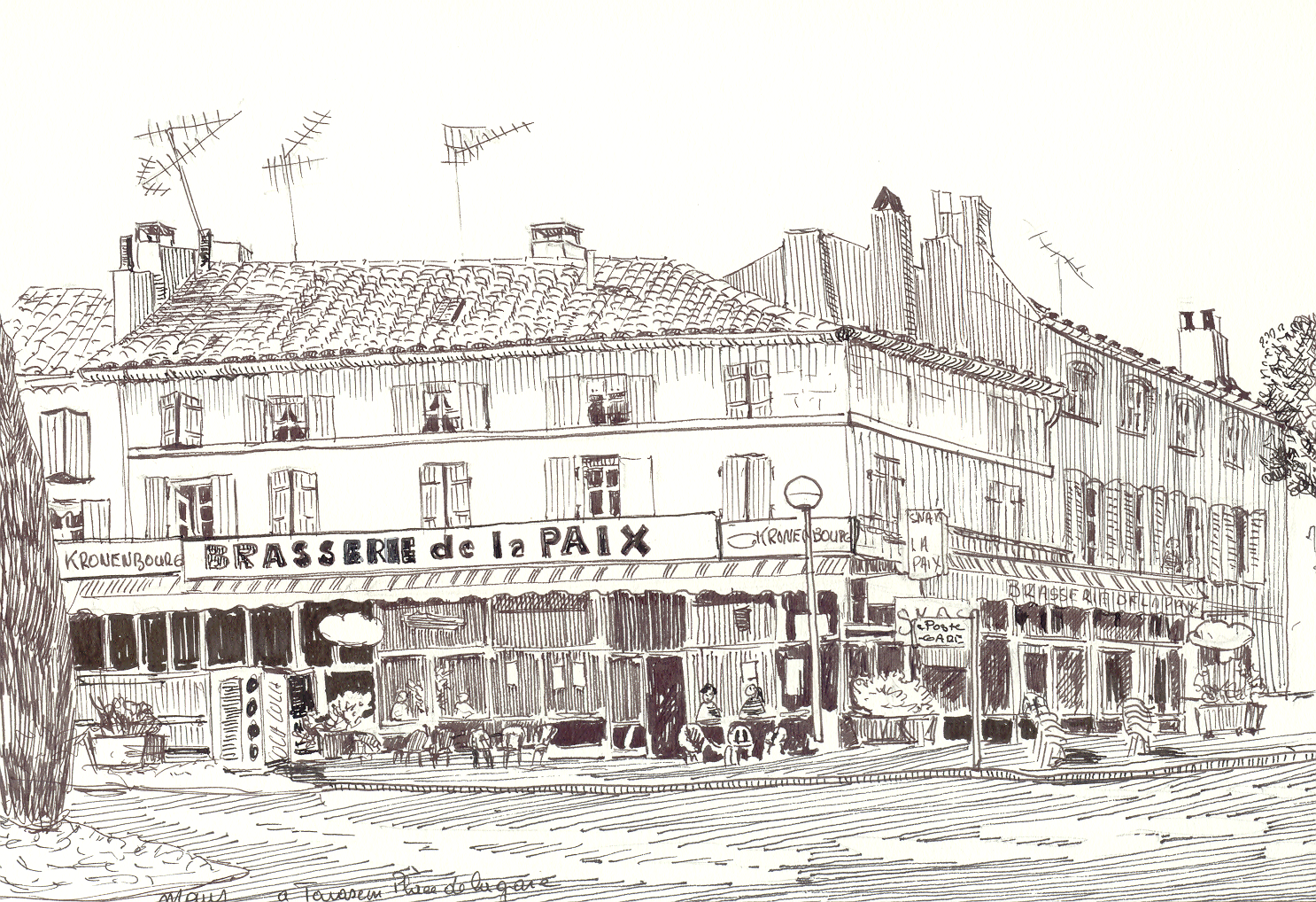
Brasserie de la paix.